# 1969
| [ Edytuj tabelę ]                                                | |
| Przewodniczący Rady Państwa                                      | - 1968 Marian Spychalski 1970 |
| Premier Polski                                                   | - 1954 Józef Cyrankiewicz 1970 |
| Prezydent Polski na uchodźstwie                                  | - 1947 August Zaleski 1972 |
| Premier rządu RP na uchodźstwie                                  | - 1965 Aleksander Zawisza 1970 |
| I sekretarz KC PZPR                                              | - 1956 Władysław Gomułka 1970 |
| Król Afganistanu                                                 | - 1933 Mohammad Zaher Szah 1973 |
| Premier Afganistanu                                              | - 1967 Mohammad Nur Ahmad Etemadi 1971 |
| Przywódca Albanii                                                | - 1944 Enver Hoxha 1985 |
| Premier Albanii                                                  | - 1954 Mehmet Shehu 1981 |
| Prezydent Algierii                                               | - 1965 Huari Bumedien 1978 |
| Premier Algierii                                                 | - 1963 urząd zniesiony 1979 |
| Współksiążęta Andory                                             | - 1943 Ramón Iglesias i Navarri 1969 - 1969 Ramón Malla Call (p.o.) 1971 - 1959 Charles de Gaulle 1969 - 1969 Alain Poher (p.o.) 1969 - 1969 Georges Pompidou 1974 |
| Król Arabii Saudyjskiej                                          | - 1964 Fajsal ibn Abd al-Aziz Al Su’ud 1975 |
| Prezydent Argentyny                                              | - 1966 gen. Juan Carlos Ongania 1970 |
| Premier Australii                                                | - 1968 John Gorton 1971 |
| Prezydent Austrii                                                | - 1965 Franz Jonas 1974 |
| Kanclerz Austrii                                                 | - 1964 Josef Klaus 1970 |
| Premier Barbadosu                                                | - 1966 Errol Barrow 1976 |
| Przewodniczący Zjednoczonej Rady Rewolucyjnej Birmy              | - 1962 Ne Win 1974 |
| Premier Birmy                                                    | - 1962 Ne Win 1974 |
| Król Belgów                                                      | - 1951 Baudouin 1993 |
| Premier Belgii                                                   | - 1968 Gaston Eyskens 1973 |
| Prezydent Beninu                                                 | - 1968 Émile Derlin Zinsou 1969 - 1969 Paul-Émile de Souza 1970 |
| Król Bhutanu                                                     | - 1952 Jigme Dorji Wangchuck 1972 |
| Premier Bhutanu                                                  | - 1964 urząd zniesiony 1998 |
| Prezydent Boliwii                                                | - 1964 René Barrientos Ortuño 1969 - 1969 Luis Adolfo Siles Salinas 1969 - 1969 Alfredo Ovando Candía 1970                                                         |
| Prezydent Botswany                                               | - 1966 Seretse Khama 1980 |
| Prezydent Brazylii                                               | - 1967 Artur da Costa e Silva 1969 - 1969 Emílio Garrastazu Médici 1974                                                                                            |
| Sułtan Brunei                                                    | - 1967 Hassanal Bolkiah |
| Przywódca Bułgarii                                               | - 1954 Todor Żiwkow 1989 |
| Premier Bułgarii                                                 | - 1962 Todor Żiwkow 1971 |
| Prezydent Burundi                                                | - 1966 Michel Micombero 1976 |
| Premier Burundi                                                  | - 1966 urząd zniesiony 1972 |
| Prezydent Chile                                                  | - 1964 Eduardo Frei 1970 |
| Przewodniczący ChRL                                              | - 1968 Song Qingling 1972 - 1968 Dong Biwu 1975 |
| Premier Chin                                                     | - 1949 Zhou Enlai 1976 |
| Prezydent Cypru                                                  | - 1960 Michail Muskos 1974 |
| Prezydent Czadu                                                  | - 1960 François Tombalbaye 1975 |
| Premier Czadu                                                    | - 1960 urząd zniesiony 1978 |
| Prezydent Czechosłowacji                                         | - 1968 Ludvík Svoboda 1975 |
| Premier Czechosłowacji                                           | - 1968 Oldřich Černík 1970 |
| Król Danii                                                       | - 1947 Fryderyk IX 1972 |
| Premier Danii                                                    | - 1968 Hilmar Baunsgaard 1971 |
| Prezydent DR Konga                                               | - 1965 Joseph-Désiré Mobutu 1971 |
| Dalajlama                                                        | - 1940 Tenzin Gjaco |
| Prezydent Dominikany                                             | - 1966 Joaquín Balaguer 1978 |
| Prezydent Egiptu                                                 | - 1961 Gamal Abdel Naser 1970 |
| Premier Egiptu                                                   | - 1967 Gamal Abdel Naser 1970 |
| Prezydent Ekwadoru                                               | - 1968 José María Velasco Ibarra 1972 |
| Cesarz Etiopii                                                   | - 1941 Hajle Syllasje 1974 |
| Premier Etiopii                                                  | - 1961 Aklilu Habte-Ueld 1974 |
| Przew. Komisji Europejskiej                                      | - 1967 Jean Rey (Belgia) 1970 |
| Prezydent Filipin                                                | - 1965 Ferdinand Marcos 1986 |
| Prezydent Finlandii                                              | - 1956 Urho Kekkonen 1981 |
| Premier Finlandii                                                | - 1968 Mauno Koivisto 1970 |
| Prezydent Francji                                                | - 1959 Charles de Gaulle 1969 - 1969 Georges Pompidou 1974 |
| Premier Francji                                                  | - 1968 Maurice Couve de Murville 1969 - 1969 Jacques Chaban-Delmas 1972                                                                                            |
| Prezydent Gabonu                                                 | - 1967 Omar Bongo 2009 |
| Premier Gabonu                                                   | - 1961 urząd zniesiony 1975 |
| Prezydent Ghany                                                  | - 1966 Joseph Ankrah 1969 - 1969 Akwasi Afrifa 1970 |
| Prezydent Górnej Wolty                                           | - 1966 Sangoulé Lamizana 1980 |
| Król Grecji                                                      | - 1964 Konstantyn II 1973 |
| Premier Grecji                                                   | - 1967 Jeorjos Papadopulos 1973 |
| Premier Gujany                                                   | - 1964 Forbes Burnham 1980 |
| Prezydent Gwatemali                                              | - 1966 Julio César Méndez Montenegro 1970 |
| Prezydent Gwinei                                                 | - 1958 Ahmed Sekou Touré 1984 |
| Prezydent Gwinei Równikowej                                      | - 1968 Francisco Macías Nguema 1979 |
| Prezydent Haiti                                                  | - 1957 François Duvalier 1971 |
| Regent Hiszpanii                                                 | - 1947 Francisco Franco 1975 |
| Premier Hiszpanii                                                | - 1939 Francisco Franco 1973 |
| Król Holandii                                                    | - 1948 Juliana 1980 |
| Premier Holandii                                                 | - 1967 Piet de Jong 1971 |
| Prezydent Hondurasu                                              | - 1963 Oswaldo López Arellano 1971 |
| Szach Iranu                                                      | - 1941 Mohammad Reza Pahlawi 1979 |
| Premier Iranu                                                    | - 1965 Amir Abbas Howejda 1977 |
| Prezydent Iraku                                                  | - 1968 Ahmad Hasan al-Bakr 1979 |
| Premier Iraku                                                    | - 1968 Ahmad Hasan al-Bakr 1979 |
| Prezydent Indii                                                  | - 1968 Zakir Hussain 1969 - 1969 Varahagiri Venkata Giri 1974 |
| Premier Indii                                                    | - 1966 Indira Gandhi 1977 |
| Prezydent Indonezji                                              | - 1967 Suharto 1998 |
| Prezydent Irlandii                                               | - 1959 Éamon de Valera 1973 |
| Premier Irlandii                                                 | - 1966 Jack Lynch 1973 |
| Prezydent Islandii                                               | - 1968 Kristján Eldjárn 1980 |
| Premier Islandii                                                 | - 1963 Bjarni Benediktsson (p.o) 1970 |
| Prezydent Izraela                                                | - 1963 Zalman Szazar 1973 |
| Premier Izraela                                                  | - 1963 Lewi Eszkol 1969 - 1969 Golda Meir 1974 |
| Premier Jamajki                                                  | - 1967 Hugh Shearer 1972 |
| Cesarz Japonii                                                   | - 1926 Hirohito 1989 |
| Premier Japonii                                                  | - 1964 Eisaku Satō 1972 |
| Prezydent Jemenu Południowego                                    | - 1967 Kahtan Muhammad asz-Szabi 1969 - 1969 Salim Ali Rubai 1978                                                                                                  |
| Prezydent Jemenu Północnego                                      | - 1967 Abdul Rahman al-Iriani 1974 |
| Król Jordanii                                                    | - 1952 Husajn 1999 |
| Premier Jordanii                                                 | - 1967 Bahdżat at-Talhuni 1969 - 1969 Abd al-Munim ar-Rifa’i 1969 - 1969 Bahdżat at-Talhuni 1970                                                                   |
| Prezydent Jugosławii                                             | - 1953 Josip Broz Tito 1980 |
| Premier Jugosławii                                               | - 1967 Mika Špiljak 1969 - 1969 Mitja Ribičič 1971 |
| Król Kambodży                                                    | - 1960 Sisowath Kossamak (ceremonialna głowa państwa) 1970 - 1960 Norodom Sihanouk (szef państwa) 1970                                                             |
| Premier Kambodży                                                 | - 1968 Penn Nouth 1969 - 1969 Lon Nol 1970 |
| Prezydent Kamerunu                                               | - 1960 Ahmadou Ahidjo 1982 |
| Premier Kanady                                                   | - 1968 Pierre Trudeau 1979 |
| Emir Kataru                                                      | - 1960 Ali ibn Abd Allah Al Sani 1971 |
| Prezydent Kenii                                                  | - 1964 Jomo Kenyatta 1978 |
| Prezydent Kolumbii                                               | - 1966 Carlos Lleras Restrepo 1970 |
| Prezydent Konga                                                  | - 1968 Alfred Raoul 1969 - 1969 Marien Ngouabi 1977 |
| Premier Konga                                                    | - 1968 Alfred Raoul 1969 - 1969 urząd zniesiony 1973 |
| Patriarcha Konstantynopola                                       | - 1948 Atenagoras I 1972 |
| Prezydent Korei Południowej                                      | - 1963 Park Chung-hee 1979 |
| Premier Korei Południowej                                        | - 1964 Chung Il-kwon 1970 |
| Premier KRLD                                                     | - 1948 Kim Il Sŏng 1972 |
| Prezydent Kostaryki                                              | - 1966 José Joaquín Trejos Fernández 1970 |
| Prezydent Kuby                                                   | - 1959 Osvaldo Dorticós Torrado 1976 |
| Premier Kuby                                                     | - 1959 Fidel Castro 1976 |
| Emir Kuwejtu                                                     | - 1965 Sabah III 1977 |
| Premier Kuwejtu                                                  | - 1965 Dżabir al-Ahmad al-Dżabir as-Sabah 1978 |
| Król Laosu                                                       | - 1959 Savang Vatthana 1975 |
| Król Lesotho                                                     | - 1966 Moshoeshoe II 1990 |
| Premier Lesotho                                                  | - 1965 Leabua Jonathan 1986 |
| Prezydent Libanu                                                 | - 1964 Charles Hélou 1970 |
| Premier Libanu                                                   | - 1968 Abd Allah al-Jafi 1969 - 1969 Raszid Karami 1970 |
| Prezydent Liberii                                                | - 1944 William Tubman 1971 |
| Król Libii                                                       | - 1951 Idris I 1969 |
| Przywódca Libii                                                  | - 1969 Mu’ammar al-Kaddafi 2011 |
| Premier Libii                                                    | - 1968 Wanis al-Kazzafi 1969 - 1969 Mahmud Sulajman al-Maghribi 1970                                                                                               |
| Książę Liechtensteinu                                            | - 1938 Franciszek Józef II 1989 |
| Premier Liechtensteinu                                           | - 1962 Gerard Batliner 1970 |
| Premier Litwyna emigracji                                        | - 1940 Stasys Lozoraitis 1983 |
| Wielki książę Luksemburga                                        | - 1964 Jan 2000 |
| Premier Luksemburga                                              | - 1959 Pierre Werner 1974 |
| Prezydent Madagaskaru                                            | - 1960 Philibert Tsiranana 1972 |
| Prezydent Malawi                                                 | - 1966 Hastings Kamuzu Banda 1994 |
| Prezydent Malediwów                                              | - 1968 Ibrahim Nasir 1978 |
| Król Malezji                                                     | - 1965 Ismail Nasiruddin 1970 |
| Premier Malezji                                                  | - 1957 Tunku Abdul Rahman 1970 |
| Prezydent Mali                                                   | - 1968 Moussa Traoré 1991 |
| Premier Mali                                                     | - 1968 Yoro Diakité 1969 - 1969 urząd zniesiony 1986 |
| Premier Malty                                                    | - 1962 George Borg Olivier 1971 |
| Król Maroka                                                      | - 1961 Hassan II 1999 |
| Premier Maroka                                                   | - 1967 Mohamed Benhima 1969 - 1969 Ahmad al-Araki 1971 |
| Prezydent Mauretanii                                             | - 1960 Muchtar wuld Dadda 1978 |
| Premier Mauretanii                                               | - 1961 urząd zniesiony 1979 |
| Premier Mauritiusa                                               | - 1968 Seewoosagur Ramgoolam 1982 |
| Prezydent Meksyku                                                | - 1964 Gustavo Díaz Ordaz 1970 |
| Książę Monako                                                    | - 1949 Rainier III 2005 |
| Minister stanu Monako                                            | - 1966 Paul Demange 1969 - 1969 François-Didier Gregh 1972 |
| Przewodniczący Prezydium Wielkiego Churału Ludowego Mongolii     | - 1960 Dżamsrangijn Sambuu 1972 |
| Premier Mongolii                                                 | - 1952 Jumdżaagijn Cedenbal 1974 |
| Sekretarz generalny NATO                                         | - 1964 Manlio Brosio (Włochy) 1971 |
| Prezydent Nauru                                                  | - 1968 Hammer DeRoburt 1976 |
| Król Nepalu                                                      | - 1955 Mahendra 1972 |
| Premier Nepalu                                                   | - 1965 Surya Bahadur Thapa 1969 - 1969 Kirti Nidhi Bista 1970 |
| Prezydent Niemiec                                                | - 1959 Heinrich Lübke 1969 - 1969 Gustav Heinemann 1974 |
| Kanclerz Niemiec                                                 | - 1966 Kurt Georg Kiesinger 1969 - 1969 Willy Brandt 1974 |
| Prezydent Nigru                                                  | - 1960 Hamani Diori 1974 |
| Prezydent Nigerii                                                | - 1966 Yakubu Gowon 1975 |
| Prezydent Nikaragui                                              | - 1967 Anastasio Somoza Debayle 1972 |
| Król Norwegii                                                    | - 1957 Olaf V 1991 |
| Premier Norwegii                                                 | - 1965 Per Borten 1971 |
| Premier Nowej Zelandii                                           | - 1960 Keith Holyoake 1972 |
| Przewodniczący Rady Państwa NRD                                  | - 1960 Walter Ulbricht 1973 |
| Premier NRD                                                      | - 1964 Willi Stoph 1973 |
| Sułtan Omanu                                                     | - 1932 Sa’id ibn Tajmur 1970 |
| Sekretarz generalny ONZ                                          | - 1961 U Thant (Birma) 1971 |
| Prezydent Pakistanu                                              | - 1958 Muhammad Ayub Khan 1969 - 1969 Yahya Khan 1971 |
| Premier Pakistanu                                                | - 1958 urząd zniesiony 1971 |
| Prezydent Panamy                                                 | - 1968 José María Pinilla Fábrega 1969 - 1968 Bolívar Urrutia Parrilla 1969 - 1969 Demetrio Lakas Bahas 1978                                                       |
| Wojskowy przywódca Panamy                                        | - 1968 Omar Torrijos 1981 |
| Papież                                                           | - 1963 Paweł VI 1978 |
| Prezydent Paragwaju                                              | - 1954 gen. Alfredo Stroessner 1989 |
| Prezydent Peru                                                   | - 1968 Juan Velasco Alvarado 1975 |
| Prezydent Południowej Afryki                                     | - 1968 Jacobus Fouché 1975 |
| Premier Południowej Afryki                                       | - 1966 Balthazar Vorster 1978 |
| Prezydent Portugalii                                             | - 1958 Américo Tomás 1974 |
| Premier Portugalii                                               | - 1968 Marcelo Caetano 1974 |
| Sekretarz generalny Rady Europy                                  | - 1964 Peter Smithers (Wielka Brytania) 1969 - 1969 Lujo Tončić-Sorinj (Austria) 1974                                                                              |
| Prezydent Republiki Środkowoafrykańskiej                         | - 1966 Jean-Bédel Bokassa 1976 |
| Premier Republiki Środkowoafrykańskiej                           | - 1960 urząd zniesiony 1975 |
| Premier Rodezji                                                  | - 1965 Ian Smith 1979 |
| Prezydent Rumunii                                                | - 1967 Nicolae Ceaușescu 1989 |
| Premier Rumunii                                                  | - 1961 Ion Gheorghe Maurer 1974 |
| Prezydent Rwandy                                                 | - 1962 Grégoire Kayibanda 1973 |
| Prezydent Salwadoru                                              | - 1967 Fidel Sánchez Hernández 1972 |
| O le Ao o le Malo Samoa                                          | - 1962 Malietoa Tanumafili II 2007 |
| Premier Samoa                                                    | - 1959 Mataʻafa Mulinuʻu II 1970 |
| Kapitanowie regenci San Marino                                   | - 1968 Pietro Giancecchi Aldo Zavoli 1969 - 1969 Ferruccio Piva Stelio Montironi 1969 - 1969 Alvaro Casali Giancarlo Ghironzi 1970                                 |
| Sekretarz Stanu do spraw Politycznych i Zagranicznych San Marino | - 1957 Federico Bigi 1972 |
| Prezydent Senegalu                                               | - 1960 Léopold Sédar Senghor 1980 |
| Premier Senegalu                                                 | - 1962 urząd zniesiony 1970 |
| Premier Sierra Leone                                             | - 1968 Siaka Stevens 1971 |
| Prezydent Singapuru                                              | - 1965 Encik Yusof bin Ishak 1970 |
| Premier Singapuru                                                | - 1965 Lee Kuan Yew 1990 |
| Prezydent Somalii                                                | - 1967 Abdirashid Ali Shermarke 1969 - 1969 Sheikh Mukhtar Mohamed Hussein (p.o.) 1969 - 1969 Mohammed Siad Barre 1991                                             |
| Premier Somalii                                                  | - 1967 Mohammed Ibrahim Egal 1969 - 1969 Mohamed Farah Salad 1970                                                                                                  |
| Premier Sri Lanki                                                | - 1965 Dudley Shelton Senanayake 1970 |
| Król Suazi                                                       | - 1968 Sobhuza II 1982 |
| Premier Suazi                                                    | - 1967 Makhosini Dlamini 1976 |
| Prezydent Sudanu                                                 | - 1965 Isma’il al-Azhari 1969 - 1969 Dżafar Muhammad an-Numajri 1985                                                                                               |
| Premier Sudanu                                                   | - 1967 Muhammad Ahmad al-Mahdżub 1969 - 1969 Babiker Awadalla 1969 - 1969 Dżafar Muhammad an-Numajri 1976                                                          |
| Prezydent Syrii                                                  | - 1966 Nur ad-Din al-Atasi 1970 |
| Premier Syrii                                                    | - 1968 Nur ad-Din al-Atasi 1970 |
| Prezydent Szwajcarii                                             | - 1969 Ludwig von Moos 1969 |
| Król Szwecji                                                     | - 1950 Gustaw VI Adolf 1973 |
| Premier Szwecji                                                  | - 1946 Tage Erlander 1969 - 1969 Olof Palme 1976 |
| Król Tajlandii                                                   | - 1946 Bhumibol Adulyadej 2016 |
| Premier Tajlandii                                                | - 1963 Thanom Kittikachorn 1973 |
| Prezydent Tajwanu                                                | - 1950 Czang Kaj-szek 1975 |
| Prezydent Tanzanii                                               | - 1964 Julius Nyerere 1985 |
| Prezydent Togo                                                   | - 1967 Gnassingbé Eyadéma 2005 |
| Premier Togo                                                     | - 1961 urząd zniesiony 1991 |
| Król Tonga                                                       | - 1965 Taufaʻahau Tupou IV 2006 |
| Premier Tonga                                                    | - 1965 Sione Ngū Manumataongo Uelingatoni 1991 |
| Premier Trynidadu i Tobago                                       | - 1962 Eric Williams 1981 |
| Prezydent Tunezji                                                | - 1957 Habib Burgiba 1987 |
| Premier Tunezji                                                  | - 1957 urząd zniesiony 1969 - 1969 Al-Bahi al-Adgham 1970 |
| Prezydent Turcji                                                 | - 1966 Cevdet Sunay 1973 |
| Premier Turcji                                                   | - 1965 Süleyman Demirel 1971 |
| Prezydent Ugandy                                                 | - 1966 Milton Obote 1971 |
| Premier Ugandy                                                   | - 1966 urząd zniesiony 1980 |
| Prezydent Urugwaju                                               | - 1967 Jorge Pacheco Areco 1972 |
| Prezydent USA                                                    | - 1963 Lyndon B. Johnson 1969 - 1969 Richard Nixon 1974 |
| Prezydent Wenezueli                                              | - 1964 Raúl Leoni 1969 - 1969 Rafael Caldera 1974 |
| Prezydent Węgier                                                 | - 1967 Pál Losonczi 1987 |
| Premier Węgier                                                   | - 1967 Jenő Fock 1975 |
| Monarcha Wielkiej Brytanii                                       | - 1952 Elżbieta II 2022 |
| Premier Wielkiej Brytanii                                        | - 1964 Harold Wilson 1970 |
| Prezydent Wietnamu Północnego                                    | - 1945 Hồ Chí Minh 1969 - 1969 Tôn Đức Thắng 1976 |
| Premier Wietnamu Północnego                                      | - 1955 Phạm Văn Đồng 1976 |
| Prezydent Wietnamu Południowego                                  | - 1965 Nguyễn Văn Thiệu 1975 |
| Premier Wietnamu Południowego                                    | - 1968 Trần Văn Hương 1969 - 1969 Trần Thiện Khiêm 1975 |
| Prezydent Włoch                                                  | - 1964 Giuseppe Saragat 1971 |
| Premier Włoch                                                    | - 1968 Mariano Rumor 1970 |
| Prezydent WKS                                                    | - 1960 Félix Houphouët-Boigny 1993 |
| Premier WKS                                                      | - 1960 urząd zniesiony 1990 |
| Prezydent Zambii                                                 | - 1964 Kenneth Kaunda 1991 |
| Przywódca ZSRR                                                   | - 1964 Leonid Breżniew 1982 |
| Premier ZSRR                                                     | - 1964 Aleksiej Kosygin 1980 |

Rok 1969 / MCMLXIX
stulecia: XIX wiek ~
XX wiek ~
XXI wiek

dziesięciolecia:
1930–1939 •
1940–1949 •
1950–1959 •
1960–1969
• 1970–1979
• 1980–1989
• 1990–1999

lata: 1959 «
1964 «
1965 «
1966 «
1967 «
1968 «
1969
» 1970
» 1971
» 1972
» 1973
» 1974
» 1979

## Wydarzenia w Polsce
- 1 stycznia:
  - Bardo, Chełmek, Konstancin-Jeziorna, Libiąż, Łagisza, Łaskarzew, Łęknica, Łochów, Małomice, Podkowa Leśna, Sułkowice i Zawidów uzyskały prawa miejskie.
  - utworzono Przedsiębiorstwo Realizacji Filmów Zespoły Filmowe.
- 4 stycznia – w klinice w Łodzi prof. Jan Moll podjął pierwszą w Polsce, nieudaną próbę przeszczepienia serca.
- 17 stycznia – premiera filmu Kierunek Berlin w reżyserii Jerzego Passendorfera.
- 24 stycznia – w Zamłyniu (województwo śląskie) rozbił się myśliwiec MiG-21; zginął pilot.
- 28 stycznia – premiera filmu Wszystko na sprzedaż w reżyserii Andrzeja Wajdy.
- 5 lutego – seryjny morderca Stanisław Modzelewski został skazany na karę śmierci przez Sąd Wojewódzki w Łodzi.
- 6 lutego – lekarz ortopeda Wiktor Dega został pierwszym kawalerem Orderu Uśmiechu.
- 7 lutego – premiera filmu Samotność we dwoje w reżyserii Stanisława Różewicza.
- 8 lutego – rozpoczął się drugi proces przywódców protestów marcowych – Adam Michnik został skazany na 3 lata więzienia, Henryk Szlajfer i Barbara Toruńczyk na kary 2 lat, a Witold Górecki na 20 miesięcy.
- 21 lutego – premiera filmu Człowiek z M-3 w reżyserii Leona Jeannota.
- 24 lutego – Do Gdyni powrócił ze swojego ostatniego rejsu MS Batory.
- 28 marca – premiera filmu Pan Wołodyjowski w reżyserii Jerzego Hoffmana i Jakuba Goldberga.
- 1 kwietnia – powstał zespół muzyczny Klan.
- 2 kwietnia – na zboczu Policy, niedaleko Zawoi, rozbił się samolot pasażerski An-24 PLL LOT, zginęły wówczas prawdopodobnie 53 osoby (47 pasażerów i 6 członków załogi). Wśród nich znakomity językoznawca prof. Zenon Klemensiewicz, b. minister lasów Stanisław Tkaczow. W czerwcu 1970 Sąd Wojewódzki w Krakowie umorzył postępowanie w sprawie wypadku[1].
- 9 kwietnia – zlikwidowano komunikację tramwajową w Legnicy.
- 19 kwietnia – uchwalono Kodeks karny.
- 28 kwietnia – zlikwidowano komunikację tramwajową w Jeleniej Górze.
- 3 maja – Polska ratyfikowała Układ o nierozprzestrzenianiu broni jądrowej.
- 6 maja – przy PAN powołano Komitet Badań i Prognoz „Polska 2000”.
- 9 maja – premiera filmu wojennego Ostatnie dni w reżyserii Jerzego Passendorfera.
- 1 czerwca – odbyły się wybory do Sejmu i rad narodowych.
- 6 czerwca – Jerzy Pękala został prezydentem Krakowa.
- 10 czerwca – premiera filmu Skok w reżyserii Kazimierza Kutza.
- 14 czerwca – zwodowano s/y Dar Szczecina.
- 15 czerwca – w zderzeniu pociągu osobowego z lokomotywą pod Kościerzyną zginęło 7 osób, a 14 zostało rannych.
- 19 czerwca – założono Wyższą Szkołę Nauczycielską, obecnie Uniwersytet Humanistyczno-Przyrodniczy Jana Kochanowskiego w Kielcach.
- 20 czerwca – w Warszawie, płotkarka Teresa Sukniewicz ustanowiła rekord Polski w biegu na 100 m ppł. wynikiem 13,3 s.
- 27 czerwca:
  - Sejm PRL powołał po raz piąty Józefa Cyrankiewicza na stanowisko premiera i powierzył mu utworzenie rządu.
  - premiera filmu muzycznego Przygoda z piosenką w reżyserii Stanisława Barei.
- Lipiec – rozpoczęto produkcję w Wytwórni Kwasu Siarkowego – pierwszym produkcyjnym wydziale Zakładów Chemicznych Police w Policach.
- 6 lipca – biegaczka Elżbieta Katolik ustanowiła rekord Polski w biegu na 400 m wynikiem 54,3 s.
- 8 lipca – premiera filmu Rzeczpospolita babska.
- 12 lipca – w Chorzowie Waldemar Stępień ustanowił rekord Polski w skoku w dal wynikiem 8,21 m.
- 13 lipca – odsłonięto pomnik Fryderyka Chopina w Żelazowej Woli.
- 14 lipca – oddano do użytku maszt radiowo-telewizyjny w Olsztynie, obecnie najwyższy obiekt budowlany w Polsce (360 m).
- 18 lipca – oddano do użytku Centrum Radiowo-Telewizyjne w Warszawie przy ul. Woronicza.
- 22 lipca – z udziałem Leonida Breżniewa, Aleksieja Kosygina, Nikołaja Podgornego, Gustáva Husáka oraz Willi Stopha odbyły się uroczyste obchody 25-lecia Polski Ludowej, w tym wielka defilada wojskowa na Placu Defilad w Warszawie.
- 19 sierpnia – premiera filmu Polowanie na muchy.
- 24 sierpnia – kardynał Karol Wojtyła dokonał aktu koronacji cudownego obrazu Matki Boskiej Myślenickiej.
- 28 sierpnia – PRL i ZSRR podpisały umowę ws. przebiegu granicy państwowej wzdłuż szelfu kontynentalnego w Zatoce Gdańskiej i południowo-wschodniej części Bałtyku.
- 29 sierpnia – Henryk Szordykowski ustanowił rekord Polski w biegu 1500 m wynikiem 3:38,2 s.
- 7 września – Polska pokonała Holandię 2:1 w rozegranym na Stadionie Śląskim meczu eliminacyjnym do mistrzostw świata.
- 11 września – premiera serialu Do przerwy 0:1.
- 19 września – Zofia Kołakowska ustanowiła rekord Polski w biegu 1500 m wynikiem 4:25,4 s.
- 20 września – Warszawa: Waldemar Baszanowski zdobył złoty medal mistrzostw świata w podnoszeniu ciężarów.
- 12 października – w Beskidzie Śląskim odkryto Jaskinię Salmopolską.
- 19 października – na deskach teatralnych zadebiutował Jerzy Fedorowicz, aktor i poeta.
- 3 listopada – we wsi Rzepin koło Starachowic zamordowano 5-osobową rodzinę sołtysa Mieczysława Lipy.
- 14 listopada – premiera serialu telewizyjnego Przygody pana Michała.
- 19 listopada – stanowisko dowódcy Marynarki Wojennej objął kontradm. Ludwik Janczyszyn.
- 2 grudnia – powołano Centralny Ośrodek Sportu.
- 4 grudnia – rozpoczęto wydobycie w Kopalni Węgla Kamiennego „Zofiówka” w Jastrzębiu-Zdroju.

## Wydarzenia na świecie
- 1 stycznia:
  - Luksemburg objął prezydencję w Radzie Unii Europejskiej.
  - Czechosłowacja stała się federacją, powstały Czechy i Słowacja.
  - premiera 1. odcinka radzieckiego serialu animowanego Wilk i Zając.
- 4 stycznia – Hiszpania zwróciła Maroku enklawę Ifni.
- 5 stycznia:
  - w kierunku Wenus została wystrzelona radziecka sonda Wenera 5.
  - w katastrofie afgańskiego Boeinga 727 na lotnisku Gatwick w Londynie zginęły 52 osoby.
- 9 stycznia – w Wielkiej Brytanii odbył się pierwszy lot prototypu pasażerskiego samolotu naddźwiękowego Concorde.
- 10 stycznia:
  - Szwecja jako pierwsze państwo zachodnioeuropejskie uznała Wietnam Północny.
  - w kierunku Wenus została wystrzelona radziecka sonda Wenera 6.
- 14 stycznia:
  - wystrzelono radziecki statek kosmiczny Sojuz 4.
  - 27 osób zginęło na pokładzie lotniskowca atomowego USS „Enterprise” w wyniku pożaru wywołanego eksplozją rakiety.
- 15 stycznia – ZSRR wystrzelił w kosmos kapsułę Sojuz 5.
- 16 stycznia:
  - Jan Palach dokonał samospalenia w proteście przeciw wkroczeniu wojsk Układu Warszawskiego do Czechosłowacji.
  - odbył się pierwszy dwuosobowy spacer kosmiczny i pierwsza wymiana załogi na orbicie (Sojuz 4 i Sojuz 5).
- 17 stycznia – ukazał się album Yellow Submarine grupy The Beatles.
- 18 stycznia:
  - policja przypuściła atak na Uniwersytet Tokijski w celu stłumienia protestu studentów.
  - radziecki kosmonauta Boris Wołynow stracił kilka zębów w wyniku twardego lądowania kapsuły Sojuz 5.
  - w katastrofie Boeinga 727 pod Los Angeles zginęło 38 osób.
- 19 stycznia – samobójcza śmierć Jana Palacha po samospaleniu na placu świętego Wacława w Pradze.
- 20 stycznia:
  - Richard Nixon został zaprzysiężony na 37. prezydenta Stanów Zjednoczonych.
  - czeski robotnik Josef Hlavatý dokonał w Pilźnie aktu samospalenia w proteście przeciwko interwencji wojsk Układu Warszawskiego w Czechosłowacji.
- 21 stycznia:
  - doszło do wypadku jądrowego w szwajcarskiej podziemnej elektrowni atomowej w Lucens.
  - w wyniku zamachu bombowego na supermarket w Jerozolimie zginęły 2 osoby, a 8 zostało rannych.
- 22 stycznia – 22-letni dezerter Wiktor Iljin otworzył w Moskwie ogień z dwóch pistoletów w kierunku limuzyny z kosmonautami wspólnej misji Sojuz 4 i Sojuz 5, tuż przed uroczystością ich odznaczenia na Kremlu, w wyniku czego ciężko ranny został kierowca, który zmarł następnego dnia. Celem zamachu miał być Leonid Breżniew, którego limuzyna pojechała zmienioną trasą.
- 28 stycznia – Finlandia została przyjęta do OECD.
- 30 stycznia – na dachu budynku Apple Records w Londynie odbył się ostatni występ grupy The Beatles.
- 3 lutego – Jasir Arafat został w Kairze wybrany na przewodniczącego Organizacji Wyzwolenia Palestyny.
- 6 lutego – należąca do Wielkiej Brytanii karaibska wyspa Anguilla ogłosiła się niepodległą republiką, co doprowadziło do brytyjskiej inwazji wojskowej 19 marca i przywrócenia stanu poprzedniego.
- 7 lutego – 9 osób zginęło, a 40 zostało rannych w zderzeniu pociągów w Violet Town w Australii.
- 8 lutego – w Meksyku spadł meteoryt Allende.
- 9 lutego – największy samolot świata Boeing 747 wykonał swój pierwszy lot komercyjny.
- 13 lutego:
  - w Monachium dokonano pierwszej w Niemczech transplantacji serca; biorca zmarł po 27 godzinach.
  - w powiecie Mohe na północnym wschodzie kraju zanotowano najniższą w historii Chin temperaturę (–52,3 °C).
- 18 lutego:
  - terroryści z Ludowego Frontu Wyzwolenia Palestyny zastrzelili pilota i ranili trzech pasażerów, podczas nieudanej próby porwania samolotu Boeing 707 izraelskich linii El Al na lotnisku Zurych-Kloten w Zurychu.
  - w katastrofie samolotu pasażerskiego Douglas DC-3 pod Hawthorne w Nevadzie zginęło 35 osób.
- 19 lutego – krótko po starcie rozbiła się radziecka rakieta nośna z księżycowym pojazdem samobieżnym Łunochod.
- 24 lutego – NASA wystrzeliła sondę marsjańską Mariner 6.
- 25 lutego – Jan Zajíc, 18-letni uczeń, dokonał samospalenia w Czechosłowacji. Pomiędzy styczniem a kwietniem 1969 w ramach protestu przeciw proradzieckiej polityce władz Czechosłowacji prób samobójstwa dokonało 26 osób, zmarło 7 osób.
- 26 lutego – Jigal Allon został tymczasowym premierem Izraela po śmierci Lewiego Eszkola.
- 2 marca – dokonano oblotu brytyjsko-francuskiego samolotu naddźwiękowego Concorde.
- 2–15 marca – konflikt pomiędzy ZSRR a Chinami nad rzeką Ussuri.
- 3 marca – rozpoczęła się załogowa misja Apollo 9.
- 5 marca – Gustav Heinemann został wybrany przez Bundestag na prezydenta RFN.
- 6 marca:
  - astronauci z misji Apollo 9, David Scott i Russell Schweickart, odbyli godzinny spacer kosmiczny.
  - terroryści z Ludowego Frontu Wyzwolenia Palestyny zdetonowali bombę podłożoną w stołówce w Uniwersytecie Hebrajskim w Jerozolimie. Rannych zostało 29 studentów.
- 10 marca – zabójca Martina Luthera Kinga, James Earl Ray, został skazany na 99 lat pozbawienia wolności.
- 11 marca – Rafael Caldera został prezydentem Wenezueli.
- 13 marca – zakończyła się misja Apollo 9.
- 16 marca – 154 osoby (w tym 70 na ziemi) zginęły w katastrofie wenezuelskiego samolotu McDonnell Douglas DC-9 w Maracaibo.
- 17 marca – Golda Meir została pierwszą kobietą – premierem Izraela.
- 20 marca:
  - w Gibraltarze John Lennon poślubił Yoko Ono.
  - pod Asuanem w Egipcie w katastrofie należącego do United Arab Airlines samolotu Ił-18 zginęło 100 spośród 105 osób na pokładzie.
- 25 marca – Jahja Khan został prezydentem Pakistanu.
- 27 marca:
  - NASA wystrzeliła marsjańską sondę badawczą Mariner 7.
  - haitańskie oddziały śmierci dyktatora François Duvaliera dokonały masakry 11 mieszkańców wsi Cazale, zamieszkanej przez potomków polskich legionistów z czasów napoleońskich.
- 29 marca – w Madrycie odbył się 14. Konkurs Piosenki Eurowizji.
- 31 marca – odbył się pogrzeb byłego prezydenta USA Dwighta Eisenhowera.
- 1 kwietnia – rozpoczęły działalność linie lotnicze Air Jamaica.
- 4 kwietnia:
  - 40-letni działacz związkowy Evžen Plocek dokonał samospalenia, w proteście przeciwko wkroczeniu wojsk Układu Warszawskiego do Czechosłowacji.
  - chirurdzy Domingo Liotta i Denton Cooley wszczepili w klinice w Houston w Teksasie pierwsze sztuczne serce. Zostało usunięte po 64 godzinach pracy, gdy pojawił się dawca żywego organu.
- 5 kwietnia – Leonid Teliga na s/y Opty okrążył samotnie Ziemię.
- 7 kwietnia – opublikowano RFC 1[2]. Jest to symboliczna data zapoczątkowania funkcjonowania Internetu.
- 14 kwietnia – odbyła się 41. ceremonia wręczenia Oscarów.
- 15 kwietnia – północnokoreański MiG-17 zestrzelił nad Morzem Japońskim amerykański samolot wczesnego ostrzegania Lockheed EC-121 Warning Star. Zginęło 31 członków załogi.
- 17 kwietnia:
  - Gustáv Husák został pierwszym sekretarzem Komunistycznej Partii Czechosłowacji, zastępując zdymisjonowanego Alexandra Dubčeka.
  - Palestyńczyk Sirhan Sirhan został uznany przez sąd za winnego zabójstwa Roberta F. Kennedy’ego i sześć dni później skazany na karę śmierci, zamienioną później na dożywotnie pozbawienie wolności.
- 22 kwietnia – brytyjski żeglarz Robin Knox-Johnston jako pierwszy opłynął kulę ziemską bez zawijania do jakiegokolwiek portu.
- 25 kwietnia – wszedł w życie Traktat o zakazie broni jądrowej w Ameryce Łacińskiej i na Karaibach.
- 27 kwietnia – w katastrofie śmigłowca zginął prezydent Boliwii René Barrientos Ortuño.
- 28 kwietnia – Charles de Gaulle złożył urząd Prezydenta Republiki.
- 29 kwietnia:
  - przewodniczący Senatu Alain Poher został tymczasowym prezydentem Francji po ustąpieniu Charles’a de Gaulle’a.
  - rozpoczął działalność Uniwersytet Piura w Peru, zorganizowany z inicjatywy Opus Dei.
- 2 maja – brytyjski transatlantyk RMS „Queen Elizabeth 2” wyruszył w swój dziewiczy rejs do Nowego Jorku.
- 3 maja:
  - USA: policja zatrzymała 12 tysięcy uczestników demonstracji przeciwko wojnie w Wietnamie.
  - po śmierci prezydenta Indii Zakira Hussaina p.o. prezydenta został wiceprezydent Varahagiri Venkata Giri.
- 10 maja – premiera westernu Złoto MacKenny w reżyserii J. Lee Thompsona.
- 15 maja – z powodu braku koordynacji przy napełnianiu zbiorników balastowych zatonął przy nabrzeżu stoczniowym w Vallejo w Kalifornii okręt podwodny z napędem jądrowym USS „Guitarro”, który po podniesieniu i wyremontowaniu wszedł do służby z ponad dwuletnim opóźnieniem.
- 16 maja – radziecka sonda Wenera 5 wylądowała na Wenus, tracąc kontakt z Ziemią 19 km nad powierzchnią.
- 17 maja – radziecka sonda Wenera 6 weszła w atmosferę Wenus, gdzie uległa zniszczeniu.
- 18 maja – rozpoczęła się załogowa misja Apollo 10.
- 19 maja:
  - Helmut Kohl został premierem Nadrenii-Palatynatu.
  - pożar zniszczył miasto Catbalogan na filipińskiej wyspie Samar.
- 20 maja – wojna wietnamska: zwycięstwo wojsk amerykańsko-południowowietnamskich w bitwie o Hamburger Hill.
- 21 maja – dokonano oblotu samolotu transportowego An-26.
- 22 maja – podczas misji Apollo 10 moduł księżycowy „Snoopy” z dwoma astronautami na pokładzie odłączył się od modułu dowodzenia i przeleciał 15 km nad powierzchnią Księżyca.
- 23 maja – ukazał się album Tommy brytyjskiej grupy The Who.
- 25 maja:
  - Dżafar Muhammad an-Numajri został prezydentem Sudanu.
  - został aresztowany amerykański seryjny morderca Jerome Brudos.
  - premiera filmu Nocny kowboj w reżyserii Johna Schlesingera.
- 26 maja:
  - zakończyła się załogowa misja kosmiczna Apollo 10.
  - Sekretarz generalny ONZ U Thant przedstawił podczas sesji Zgromadzenia Ogólnego raport Człowiek i jego środowisko.
  - Gun Barrel City w Teksasie uzyskało prawa miejskie.
- 30 maja – przyjęto konstytucję Gibraltaru.
- 1 czerwca – we Francji odbyła się I tura przedterminowych wyborów prezydenckich. Do II tury przeszli Georges Pompidou i Alain Poher.
- 3 czerwca:
  - w czasie manewrów na Morzu Południowochińskim, w wyniku zderzenia z australijskim lotniskowcem HMAS „Melbourne” zatonął niszczyciel USS „Frank E. Evans”; zginęło 74 członków załogi.
  - Elton John wydał swój debiutancki album Empty Sky.
- 4 czerwca – 79 osób zginęło w katastrofie Boeinga 727 w Meksyku.
- 5 czerwca – Tu-144 jako pierwszy samolot pasażerski przekroczył barierę dźwięku.
- 8 czerwca – Hiszpania zamknęła granicę z Gibraltarem.
- 11 czerwca – premiera westernu Prawdziwe męstwo w reżyserii Henry’ego Hathawaya.
- 14 czerwca – w Leicester, Holenderka Maria Gommers ustanowiła rekord świata w biegu na 1 milę wynikiem 4.36,8 s.
- 15 czerwca:
  - druga tura wyborów prezydenckich we Francji: nowym prezydentem Francji po złożeniu urzędu przez Charles’a de Gaulle’a, został Georges Pompidou.
  - rozegrano mecz Hondurasu z Salwadorem – casus belli późniejszej wojny futbolowej.
- 20 czerwca:
  - Georges Pompidou objął urząd prezydenta Francji.
  - w Hamburgu odbyła się prapremiera opery Diabły z Loudun Krzysztofa Pendereckiego.
- 23 czerwca – w wyniku zderzenia samolotów pasażerskich An-12 i Ił-14 nad obwodem kałuskim w zachodniej Rosji zginęło wszystkich 120 osób (96+24) na pokładach.
- 27 czerwca:
  - Honduras i Salwador zerwały stosunki dyplomatyczne.
  - w Nowym Jorku wybuchły zamieszki Stonewall na tle dyskryminacji mniejszości seksualnych uznawane za początek ruchu na rzecz praw LGBT.
- 29 czerwca – ostatni koncert „oryginalnego” The Jimi Hendrix Experience w składzie Jimi Hendrix, Mitch Mitchell, Noel Redding.
- 1 lipca – Holandia objęła prezydencję w Radzie Unii Europejskiej
- 7 lipca – w Kanadzie ustanowiono język francuski językiem urzędowym na równi z językiem angielskim.
- 13 lipca – została wystrzelona radziecka sonda księżycowa Łuna-15.
- 14 lipca:
  - dolar amerykański: z powszechnego obiegu wycofano banknoty o nominałach 500, 1000, 5000 oraz 10000 dolarów.
  - wojna futbolowa: wojska Salwadoru przekroczyły granicę z Hondurasem.
- 15 lipca – Tu-144 jako pierwszy komercyjny samolot przekroczył prędkość 2 machów.
- 16 lipca – misja księżycowa Apollo 11 wystartowała z Przylądku Canaveral na Florydzie.
- 18 lipca – samochód prowadzony przez ubiegającego się o fotel prezydenta USA Edwarda Kennedy’ego zjechał z mostu na wyspie Martha’s Vineyard. W wypadku zginęła pasażerka Mary Jo Kopechne.
- 20 lipca – pierwsze lądowanie ludzi na Księżycu podczas misji statku kosmicznego Apollo 11.
- 21 lipca – amerykański astronauta Neil Armstrong jako pierwszy człowiek stanął na Księżycu.
- 24 lipca – kapsuła statku Apollo 11 bezpiecznie wodowała na Oceanie Spokojnym.
- 31 lipca:
  - amerykańska sonda Mariner 6 przeleciała obok Marsa.
  - Paweł VI jako pierwszy papież przybył na kontynent afrykański, rozpoczynając wizytę w Ugandzie.
- 4 sierpnia – król Libii Idris I abdykował na rzecz swojego bratanka Sayyida Hasana ar-Rida al-Mahdi as-Sanussiego.
- 5 sierpnia – Program Mariner: Sonda Mariner 7 podczas przelotu koło Marsa osiągnęła najmniejszą odległość od planety – 3524 km.
- 6 sierpnia – prototyp Mi-12 uniósł masę całkowitą 44 205 kg na wysokość 2255 m, co jest światowym rekordem udźwigu przez śmigłowiec.
- 8 sierpnia – w kilku pociągach w Mediolanie eksplodowały bomby podłożone przez skrajnie prawicowych terrorystów.
- 9 sierpnia – członkowie bandy Charlesa Mansona zamordowali Sharon Tate, żonę Romana Polańskiego i 4 inne osoby w willi Polańskiego w Beverly Hills.
- 11 sierpnia – prezydent Zambii Kenneth Kaunda ogłosił nacjonalizację kopalń miedzi.
- 13 sierpnia – Neil Armstrong, Edwin Aldrin i Michael Collins, członkowie pierwszej załogowej misji księżycowej Apollo 11, po odbyciu trzytygodniowej kwarantanny, wzięli udział w triumfalnej paradzie w Nowym Jorku.
- 14 sierpnia – rząd brytyjski wysłał wojsko do Irlandii Północnej.
- 15 sierpnia:
  - powstała Indyjska Organizacja Badań Kosmicznych.
  - rozpoczął się plenerowy koncert w Woodstock.
- 17 sierpnia – Janis Joplin wystąpiła na Festiwalu Woodstock.
- 18 sierpnia – Jimi Hendrix wystąpił na Festiwalu Woodstock.
- 21 sierpnia – w pierwszą rocznicę inwazji wojsk Układu Warszawskiego doszło do masowych demonstracji w wielu czechosłowackich miastach; w Brnie podczas rozpędzania tłumu zastrzelono dwie osoby.
- 30 sierpnia – brytyjski zespół Earth zmienił swoją nazwę na Black Sabbath.
- 1 września – w Libii nastąpił przewrót wojskowy, proklamowano utworzenie Libijskiej Republiki Arabskiej. Mu’ammar al-Kaddafi, obaliwszy króla Idrisa I, objął władzę.
- 5 września:
  - w Berlinie, Niemka Karin Balzer ustanowiła rekord świata w biegu na 100 m ppł. wynikiem 12,9 s.
  - por. William Calley został oskarżony o masakrę wioski Mỹ Lai w Wietnamie.
- 8 września – arabscy terroryści obrzucili granatami w odstępie kilku minut izraelskie ambasady w Hadze i Bonn oraz biuro izraelskich linii lotniczych El Al w Brukseli. Rannych zostało 3 pracowników El Al oraz jeden klient.
- 9 września – w zderzeniu samolotu DC-9 z awionetką nad Fairland w Indianie zginęły 83 osoby.
- 10 września – premiera filmu Hibernatus.
- 13 września – wyemitowano pierwszy odcinek kreskówki Scooby Doo, gdzie jesteś?.
- 15 września – premiera filmu Bitwa o Anglię.
- 18 września – w Atenach, Francuzka Nicole Duclos ustanowiła rekord świata w biegu na 400 m wynikiem 51,7 s.
- 19 września – dokonano oblotu radzieckiego ciężkiego śmigłowca bojowego Mi-24.
- 20 września:
  - w południowym Wietnamie, wskutek zderzenia samolotu Douglas DC-4 z myśliwcem F-4 Phantom II zginęło 76 osób.
  - w Atenach, Czeszka Jaroslava Jehlickova ustanowiła rekord świata w biegu na 1500 m wynikiem 4.10,7 s.
- 25 września – w Rabacie powołano Organizację Konferencji Islamskiej.
- 26 września:
  - ukazał się album Abbey Road grupy The Beatles.
  - w Boliwii generał Alfredo Ovando Candía obalił prezydenta Luisa Adolfo Silesa Salinasa.
  - w katastrofie boliwijskiego samolotu Douglas DC-6 pod La Paz zginęły 74 osoby, w tym drużyna piłkarska Club The Strongest.
- 28 września – w australijskim stanie Wiktoria spadł meteoryt Murchison.
- 29 września – w Los Angeles zainstalowano pierwsze węzły sieci ARPANET – bezpośredniego przodka dzisiejszego Internetu.
- 3 października – oddano do użytku wieżę telewizyjną w Berlinie Wschodnim.
- 5 października – telewizja BBC wyemitowała pierwszy odcinek Latającego cyrku Monty Pythona.
- 11 października:
  - rozpoczęła się załogowa misja kosmiczna Sojuz 6.
  - seryjny morderca znany jako Zodiak dokonał w San Francisco swej ostatniej zbrodni.
- 14 października – Olof Palme został premierem Szwecji.
- 16 października – w Hiszpanii utworzono Park Narodowy Doñana.
- 21 października – Willy Brandt został wybrany na kanclerza RFN.
- 28 października – w Izraelu odbyły się wybory parlamentarne.
- 10 listopada – miała miejsce pierwsze emisja amerykańskiego programu dla dzieci Ulica Sezamkowa.
- 14 listopada – misja księżycowa Apollo 12 wystartowała z Przylądku Canaveral na Florydzie.
- 15 listopada – doszło do kolizji radzieckiego okrętu podwodnego K-19 ze śledzącym go amerykańskim myśliwskim okrętem podwodnym USS „Gato” na Morzu Barentsa.
- 17 listopada – Helsinki: rozpoczęły się amerykańsko-radzieckie rokowania rozbrojeniowe SALT 1.
- 19 listopada:
  - NASA: astronauci misji Apollo 12 stanęli na powierzchni Księżyca.
  - Pelé strzelił swego tysięcznego gola.
- 20 listopada – dziennikarz Seymour Hersh ujawnił w amerykańskiej prasie prawdę o masakrze dokonanej przez US Army w wietnamskiej wiosce Mỹ Lai.
- 24 listopada – zakończyła się druga załogowa misja księżycowa Apollo 12.
- 25 listopada – John Lennon zwrócił królowej Order Imperium Brytyjskiego w proteście przeciw popieraniu przez rząd brytyjski poczynań USA w Wietnamie i mieszaniu się w sprawę zbuntowanej Republiki Biafry w Nigerii.
- 3 grudnia – w katastrofie francuskiego Boeinga 707 w Wenezueli zginęły 62 osoby.
- 5 grudnia – ukazał się album Let It Bleed grupy The Rolling Stones.
- 6 grudnia – na koncercie zespołu The Rolling Stones członkowie gangu Hells Angels zamordowali młodego Murzyna, Mereditha Huntera.
- 8 grudnia – w katastrofie greckiego samolotu Douglas DC-6 pod Atenami zginęło 90 osób.
- 10 grudnia:
  - została wręczona po raz pierwszy Nagroda Banku Szwecji im. Alfreda Nobla w dziedzinie ekonomii.
  - odbyła się premiera filmu Czyż nie dobija się koni?.
- 12 grudnia:
  - 17 osób zginęło, a 88 zostało rannych w wyniku zamachu bombowym na Piazza Fontana w Mediolanie.
  - rządząca krajem junta pułkowników podjęła decyzję o wystąpieniu Grecji z Rady Europy.
- 14 grudnia – premiera filmu John i Mary.
- 16 grudnia – premiera filmu Hello, Dolly!.
- 18 grudnia – odbyła się premiera filmu W tajnej służbie Jej Królewskiej Mości.
- 25 grudnia – japońska firma Seiko pokazuje pierwszy na świecie zegarek oparty na mechanizmie kwarcowym – Astron – zapoczątkowując kryzys kwarcowy (zwany również rewolucją kwarcową).
- 26 grudnia – 1500 mil na północ od Hawajów doszło do pożaru i eksplozji na statku transportowym SS „Badger State”, przeważącym do Wietnamu Południowego amunicję dla amerykańskich sił powietrznych. Spośród 40 członków załogi zginęła jedna, a pozostali przenieśli się na szalupy ratunkowe, z których tylko jedna z 16 osobami została odnaleziona w czasie akcji ratunkowej.
- 28 grudnia – została odkryta Kometa Bennetta.
- Dennis Ritchie i Ken Thompson stworzyli system operacyjny Unix.
- James Brown zapoczątkował taniec o nazwie breakdance.
- Powstała w Anglii subkultura Skinheads.
- Stworzenie gangu Crips.

## Urodzili się
- 1 stycznia: 
  - Ben Blushi, albański pisarz, polityk
  - Alessandro Bovo, włoski piłkarz wodny
  - Morris Chestnut, amerykański aktor
  - Henryk Jagodziński, polski duchowny katolicki, arcybiskup, nuncjusz apostolski
  - Viola, brazylijski piłkarz
- 2 stycznia:
  - Khaled Al-Eid, saudyjski jeździec sportowy
  - István Bagyula, węgierski lekkoatleta, tyczkarz
  - Domingos, portugalski piłkarz, trener
  - Robby Gordon, amerykański kierowca wyścigowy
  - Glen Johnson, jamajski bokser
  - Małgorzata Kiełczewska, polska lekkoatletka, oszczepniczka
  - Christy Turlington, amerykańska modelka
- 3 stycznia:
  - James Carter, amerykański muzyk jazzowy
  - Michael Schumacher, niemiecki kierowca wyścigowy
  - Wiesław Śmigiel, polski duchowny katolicki, biskup toruński
  - Gerda Weissensteiner, włoska saneczkarka, bobsleistka pochodzenia tyrolskiego
- 4 stycznia: 
  - Boris Bieriezowski, rosyjski pianista
  - Iwona Klimczak, polska lekkoatletka, biegaczka długodystansowa
  - Jimmi Madsen, duński kolarz torowy i szosowy
  - Kees van Wonderen, holenderski piłkarz
- 5 stycznia: 
  - Petra Behle, niemiecka biathlonistka
  - Marilyn Manson, amerykański wokalista, członek zespołu Marilyn Manson
  - Paul McGillion, szkocki aktor
  - Ahmet Orel, turecki zapaśnik
  - Bryan Steel, brytyjski kolarz torowy i szosowy
  - Andriej Tołoczko, rosyjski siatkarz, trener
  - Risto Vidaković, serbski piłkarz
  - Shea Whigham, amerykański aktor
- 6 stycznia:
  - Ilie Dumitrescu, rumuński piłkarz, trener
  - Vincenzo Natali, amerykańsko-kanadyjski scenarzysta i reżyser filmowy
  - Norman Reedus, amerykański aktor
- 7 stycznia: 
  - Iwona Loranc, polska piosenkarka i aktorka
  - Martin Pakula, australijski związkowiec, polityk
  - Stéphane Prévot, belgijski pilot rajdowy
  - Marco Simone, włoski piłkarz
  - David Yost, amerykański aktor
- 8 stycznia: 
  - Wałentyna Cerbe-Nesina, ukraińska biathlonistka
  - Hiroki Ioka, japoński bokser
  - Paola Pezzo, włoska kolarka górska
  - Teresa Salgueiro, portugalska wokalistka, członkini zespołu Madredeus
  - Adam Sengebusch, polski polityk, poseł na Sejm RP
- 9 stycznia: 
  - Jørn Dohrmann, duński polityk
  - Denis Hamlett, kostarykański piłkarz
  - Aida Kosojan-Przybysz, ormiańska piosenkarka
- 10 stycznia: 
  - Robert Maaskant, holenderski piłkarz, trener
  - Helena Michalak, polska nadinspektor Policji
  - Andreas Reinke, niemiecki piłkarz, bramkarz
- 11 stycznia:
  - Maciej Pol, polski iluzjonista
  - Kyle Richards, amerykańska aktorka, celebrytka, filantropka
  - Teodora Ruano, hiszpańska kolarka szosowa i torowa
- 12 stycznia: 
  - Boško Boškovič, słoweński piłkarz, bramkarz
  - David Mitchell, amerykański pisarz
  - Maria Guzenina, fińska dziennikarka, polityk pochodzenia niemiecko-rosyjskiego
  - Sławomir Majak, polski piłkarz, trener
  - Robert Prosinečki, chorwacki piłkarz, trener
  - Stéphane Stoecklin, francuski piłkarz ręczny
  - Nicklas Utgren, szwedzki tenisista
  - Natalja Wdowina, rosyjska aktorka
- 13 stycznia:
  - Stefania Belmondo, włoska biegaczka narciarska
  - Aymeric Chauprade, francuski politolog, pisarz, polityk, eurodeputowany
  - Abbas Dżadidi, irański zapaśnik
  - Tomasz Fajfer, polski żużlowiec
  - Genco Gulan, turecki artysta współczesny, wykładowca akademicki
  - Stephen Hendry, szkocki snookerzysta
  - Jyri Kjäll, fiński bokser
  - Katarzyna Nowak, polska tenisistka
  - Predrag Štromar, chorwacki ekonomista, samorządowiec, polityk
  - Yūichi Suzumoto, japoński pisarz
- 14 stycznia:
  - Jason Bateman, amerykański aktor, reżyser i producent filmowy
  - Dave Grohl, amerykański muzyk, członek zespołów: Nirvana i Foo Fighters
  - Arkadiusz Jakubik, polski aktor, reżyser teatralny, piosenkarz
  - Marek Migalski, polski politolog, polityk, eurodeputowany
  - Mieczysław Ryba, polski historyk, nauczyciel akademicki
  - Martín Vázquez, urugwajski sędzia piłkarski
- 15 stycznia:
  - Simon Crafar, nowozelandzki motocyklista wyścigowy
  - Wiaczesław Gładkow, rosyjski polityk i ekonomista
  - Anatolij Iwaniszyn, rosyjski pilot wojskowy, kosmonauta
  - Amalie Kulawik, niemiecka snowboardzistka
  - Wita Pawłysz, ukraińska lekkoatletka, kulomiotka
- 16 stycznia:
  - Alexander Acosta, amerykański prawnik, polityk pochodzenia kubańskiego
  - Irie Hill, brytyjska lekkoatletka, tyczkarka
  - Roy Jones Jr., amerykański bokser
  - Kornelija Ninowa, bułgarska prawnik, polityk
  - Zhang Liuhong, chińska lekkoatletka, kulomiotka
- 17 stycznia:
  - Naveen Andrews, brytyjski aktor
  - Paweł Burczyk, polski aktor
  - Robert Kościuk, polski koszykarz
  - Lukas Moodysson, szwedzki reżyser i scenarzysta filmowy, pisarz
  - Tiësto, holenderski didżej
- 18 stycznia: 
  - Dave Bautista, amerykański wrestler, zawodnik MMA, kulturysta, aktor
  - Lilija Maraviglia, bułgarska aktorka
  - Jesse L. Martin, amerykański aktor
  - Raphaëlle Monod, francuska narciarka dowolna
  - Jim O’Rourke, amerykański muzyk, producent muzyczny
  - Everth Palacios, kolumbijski piłkarz
- 19 stycznia:
  - Angela Cutrone, kanadyjska łyżwiarka szybka
  - Predrag Mijatović, czarnogórski piłkarz
  - Steve Staunton, irlandzki piłkarz, trener
- 20 stycznia: 
  - Marius Barnard, południowoafrykański tenisista
  - Andre Cason, amerykański lekkoatleta, sprinter
  - Mari Högqvist, szwedzka curlerka
  - Nicky Wire, brytyjski basista, autor tekstów, członek zespołu Manic Street Preachers
- 21 stycznia:
  - Andrij Annenkow, ukraiński piłkarz
  - Gitte Lillelund Bech, duńska polityk
  - Eduard Hämäläinen, białoruski i fiński lekkoatleta, wieloboista
  - Karina Lombard, amerykańska aktorka
  - Natalla Stasiuk, białoruska wioślarka
- 22 stycznia:
  - Olivia d’Abo, brytyjska aktorka, piosenkarka
  - Markus Eggler, szwajcarski curler
  - Steffen Möller, niemiecki satyryk, aktor
  - Swietłana Moskalec, rosyjska lekkoatletka, wieloboistka
- 23 stycznia:
  - Ariadna Gil, hiszpańska aktorka
  - Andriej Kanczelskis, rosyjski piłkarz pochodzenia litewskiego
  - Ismael Kurtz, brazylijski trener piłkarski
  - Ludmiła Prokaszowa, kazachska łyżwiarka szybka
  - Brendan Shanahan, kanadyjski hokeista
  - Valérie Tasso, francuska pisarka, terapeutka
  - Susen Tiedtke, niemiecka lekkoatletka, skoczkini w dal
  - Wiesław Wabik, polski ekonomista, samorządowiec, burmistrz Polkowic
- 24 stycznia:
  - Louise Currey, australijska lekkoatletka, wieloboistka i oszczepniczka
  - Albina Kamoliddinowa, tadżycka łuczniczka
  - Dariusz Mejsner, polski pięcioboista nowoczesny
  - Wojciech Orliński, polski dziennikarz, publicysta, pisarz
  - Stephanie Romanov, amerykańska aktorka, modelka
  - Paweł Szałamacha, polski prawnik, polityk, poseł na Sejm RP, minister finansów
- 25 stycznia:
  - Gao Jun, chińsko-amerykańska tenisistka stołowa
  - Tue Madsen, duński muzyk, kompozytor, multiinstrumentalista, producent muzyczny
  - Maria Makowska, polska piłkarka
  - Mikołaj Mikołajczyk, polski tancerz, choreograf
  - Richard Petruška, słowacki koszykarz
  - Sandra Temporelli, francuska kolarka górska i przełajowa
- 26 stycznia:
  - Bulayima Mukuayanzo, kongijski piłkarz, bramkarz
  - George Tillman Jr., amerykański reżyser, scenarzysta i producent filmowy
- 27 stycznia: 
  - Biszr al-Chasawina, jordański polityk, premier Jordanii
  - Bobby Deol, indyjski aktor
  - Marc Forster, szwajcarski reżyser i scenarzysta filmowy
  - Jarosław Olszewski, polski żużlowiec
  - Jeroen Piket, holenderski szachista
- 28 stycznia:
  - Kachaber Cakadze, gruziński skoczek narciarski
  - Witold Idczak, polski inżynier, samorządowiec, polityk, senator RP
  - Petr Kouba, czeski piłkarz, bramkarz
  - Kathryn Morris, amerykańska aktorka
  - Jorge Otero, hiszpański piłkarz
  - Linda Sánchez, amerykańska polityk, kongreswoman ze stanu Kalifornia
- 29 stycznia:
  - Rob Barrett, amerykański muzyk, kompozytor, wokalista, autor tekstów, członek zespołów: Solstice(inne języki), Cannibal Corpse, Malevolent Creation i HatePlow(inne języki)
  - Wagner Lopes, japoński piłkarz pochodzenia brazylijskiego
  - Lara Magoni, włoska narciarka alpejska, działaczka sportowa, polityk
  - Saša Obradović, serbski koszykarz, trener
  - Serge Thill, luksemburski piłkarz, trener
  - Motohiro Yamaguchi, japoński piłkarz, trener
- 30 stycznia: 
  - Flavio Anastasia, włoski kolarz szosowy
  - Hendrik Jan Davids, holenderski tenisista
  - Aleksiej Driejew, rosyjski szachista
  - Iwona Łącz, polska piłkarka ręczna, bramkarka
  - Zbigniew Milewski, polski poeta, antologista, krytyk literacki
  - Carl Oliver, bahamski lekkoatleta, sprinter
  - Dražen Sermek, chorwacki i słoweński szachista
- 31 stycznia: 
  - Alessandro Chiappini, włoski trener siatkarski
  - Rafael Guijosa, hiszpański piłkarz ręczny
  - Bill Huizenga, amerykański polityk, kongresmen
- 1 lutego:
  - Gabriel Batistuta, argentyński piłkarz
  - Bahman Ghobadi, irański aktor, reżyser, scenarzysta i producent filmowy
  - Robert Gonera, polski aktor
  - Brian Krause, amerykański aktor
  - Alina Mleczko, polska saksofonistka
  - Joshua Redman, amerykański muzyk jazzowy
  - Nino Salukwadze, gruzińska strzelczyni sportowa
  - Patrick Wilson, amerykański perkusista, członek zespołu Weezer
- 2 lutego:
  - Jacek Jarzyna, polski aktor, reżyser teatralny i dubbingowy
  - Walerij Karpin, rosyjski piłkarz, trener
  - Igor Szalimow, rosyjski piłkarz
- 3 lutego:
  - Tomasz Jędrusik, polski lekkoatleta, sprinter
  - Bartosz Zaczykiewicz, polski reżyser teatralny
- 4 lutego:
  - Dallas Drake, kanadyjski hokeista
  - Brandy Ledford, amerykańska aktorka
  - Johnny Mølby, duński piłkarz, trener
- 5 lutego:
  - Bobby Brown, amerykański piosenkarz, tancerz
  - Billy Dodds, szkocki piłkarz
  - Agata Gawrońska, polska aktorka
  - Frédéric Magné, francuski kolarz torowy
  - Michael Sheen, walijski aktor
- 6 lutego: 
  - Massimo Busacca, szwajcarski sędzia piłkarski
  - Masaharu Fukuyama, japoński piosenkarz, aktor
  - David Hayter, amerykańsko-kanadyjski aktor, reżyser i scenarzysta filmowy
  - Gabriela Mróz-Czerkawska, polska koszykarka
  - Alessandra Todde, włoska polityk
  - Paweł Tucholski, polski aktor
- 7 lutego: 
  - Fernando Cáceres, argentyński piłkarz
  - Renata Dancewicz, polska aktorka, brydżystka, feministka
  - Omar Hamenad, algierski piłkarz, bramkarz
  - Wiktor Majgurow, rosyjski biathlonista
  - Richard Trautmann, niemiecki judoka
- 8 lutego – Hugo Brizuela, paragwajski piłkarz
- 9 lutego: 
  - Grzegorz Cygonik, polski polityk, poseł na Sejm RP
  - Krzysztof Niedziółka, polski hokeista
  - Pawieł Tonkow, rosyjski kolarz szosowy
- 10 lutego: 
  - Damian Bryl, polski duchowny katolicki, biskup kaliski
  - Stefan Dannö, szwedzki żużlowiec
  - Jan Kees de Jager, holenderski polityk
  - Mirosław Kamiński, polski perkusista, członek zespołu Lombard
- 11 lutego: 
  - Jennifer Aniston, amerykańska aktorka, producentka filmowa
  - Hannu-Pekka Björkman, fiński aktor
  - Andreas Hilfiker, szwajcarski piłkarz, bramkarz
  - Marvyn Maceda, filipiński duchowny katolicki, biskup San Jose de Antique
  - John Salako, angielski piłkarz, trener pochodzenia nigeryjskiego
  - Abdelhafid Tasfaout, algierski piłkarz
- 12 lutego:
  - Darren Aronofsky, amerykański reżyser, scenarzysta i producent filmowy pochodzenia żydowskiego
  - Steve Backley, brytyjski lekkoatleta, oszczepnik
  - Hong Myung-bo, południowokoreański piłkarz
  - Petra Kronberger, austriacka narciarka alpejska
  - Meja, szwedzka piosenkarka
  - Byron Stroud, amerykański basista, kompozytor, członek zespołów: Fear Factory, Strapping Young Lad, Ani Kyd(inne języki), Tenet i Zimmer’s Hole(inne języki)
- 13 lutego:
  - Barbara Heeb, szwajcarska kolarka szosowa
  - Kate Pace, kanadyjska narciarka alpejska
- 14 lutego: 
  - Adriana Behar, brazylijska siatkarka plażowa pochodzenia żydowskiego
  - Valentin Dimoc, filipiński duchowny katolicki, wikariusz apostolski Bontoc-Lagawe
- 15 lutego:
  - Anja Andersen, duńska piłkarka ręczna, trenerka
  - Birdman, amerykański raper
  - Juan Carlos Burbano, ekwadorski piłkarz
  - Horst Siegl, czeski piłkarz pochodzenia niemieckiego
  - Fulvio Valbusa, włoski biegacz narciarski
- 16 lutego:
  - Fermín Cacho, hiszpański lekkoatleta, średniodystansowiec
  - Jurijs Hudjakovs, łotewski piłkarz, trener pochodzenia rosyjskiego
  - Ken’ichi Suzuki, japoński zapaśnik
  - Anne Swärd, szwedzka pisarka, ilustratorka
  - Dimas Teixeira, portugalski piłkarz
- 17 lutego:
  - David Douillet, francuski judoka, polityk
  - Tuesday Knight, amerykańska aktorka
  - Răzvan Lucescu, rumuński piłkarz, bramkarz, trener
  - Marek Marczak, polski duchowny katolicki, biskup pomocniczy łódzki
  - Marzena Wysocka, polska lekkoatletka, dyskobolka
- 18 lutego: 
  - Robert Ambroziewicz, polski polityk, poseł na Sejm RP
  - Michiel van Hulten, holenderski polityk
  - Aleksandr Mogilny, rosyjski hokeista, działacz sportowy
- 19 lutego: 
  - Burton C. Bell, amerykański wokalista, autor tekstów, członek zespołów: Fear Factory, Ascension of the Watchers(inne języki) i City of Fire(inne języki)
  - Stefano Nava, włoski piłkarz, trener
  - Krzysztof Perlicki, polski inżynier
  - Julie Su, amerykańska polityk i prawnik
  - Radosław Torzyński, polski samorządowiec, prezydent Ostrowa Wielkopolskiego
- 20 lutego:
  - Mohammad Chakpour, irański piłkarz, trener
  - Jacek Janiszewski, polski śpiewak operowy (bas)
  - Henryk Mercik, polski architekt, konserwator zabytków, samorządowiec, członek zarządu województwa śląskiego
  - Dariusz Osuch, polski sztangista
  - Tracy Sachtjen, amerykańska curlerka
  - Danis Tanović, bośniacki reżyser i scenarzysta filmowy
  - Arkadiusz Tomiak, polski operator filmowy (zm. 2024)
- 21 lutego:
  - Bosson, szwedzki piosenkarz
  - James Dean Bradfield, walijski gitarzysta, wokalista, członek zespołu Manic Street Preachers
  - Aunjanue Ellis, amerykańska aktorka
- 22 lutego:
  - Joaquín Cortés, hiszpański tancerz pochodzenia romskiego
  - Brian Laudrup, duński piłkarz
- 23 lutego – Chris Reifert, amerykański perkusista, wokalista, członek zespołów: Death, Autopsy, Abscess, The Ravenous, EatMyFuk i Doomed
- 24 lutego:
  - Katrin Schreiter, niemiecka lekkoatletka, sprinterka
  - Stefan Steinweg, niemiecki kolarz szosowy i torowy
- 25 lutego:
  - Grzegorz Krejner, polski kolarz torowy
  - Paul Trimboli, australijski piłkarz pochodzenia włoskiego
- 26 lutego: 
  - Paweł Bogocz, polski reżyser, scenarzysta, producent filmowy, fotograf, plastyk, autor tekstów piosenek, kompozytor, dziennikarz i producent muzyczny
  - Henrik Lundgaard, duński kierowca rajdowy
  - Wang Dan, chiński dysydent
  - Marta Wcisło, polska działaczka samorządowa, polityk, poseł na Sejm RP
- 27 lutego:
  - Moisés Atisha, chilijski duchowny katolicki, biskup San Marcos de Arica
  - Toshiyuki Kuroiwa, japoński łyżwiarz szybki
  - Stuart MacBride, szkocki pisarz
  - Luke Messer, amerykański polityk, kongresmen
  - Juergen Sommer, amerykański piłkarz, bramkarz pochodzenia niemieckiego
- 28 lutego: 
  - Butch Leitzinger, amerykański kierowca wyścigowy
  - Robert Sean Leonard, amerykański aktor
  - Patrick Monahan, amerykański muzyk, wokalista, autor tekstów, członek zespołu Train
- 1 marca:
  - At-Tuhami Abduli, tunezyjski antropolog, filozof, polityk
  - Javier Bardem, hiszpański aktor
  - Grażyna Błąd-Kotwica, polska wioślarka
  - Jana Bode, niemiecka saneczkarka
  - Scott King, amerykański model
  - Rui Madeira, portugalski kierowca rajdowy
- 2 marca: 
  - Monica Dolan, brytyjska aktorka
  - Damir Maretić, chorwacki piłkarz, trener
  - Oleg Maskajew, rosyjski bokser
  - Michaił Porieczenkow, rosyjski aktor, prezenter telewizyjny
  - Agnieszka Traczewska, polska producentka filmowa, fotograf
- 3 marca: 
  - Johnny Bacolas, amerykański muzyk
  - Csilla Bátorfi, węgierska tenisistka stołowa
- 4 marca:
  - Chaz Bono, amerykański aktor, pisarz
  - Pierluigi Casiraghi, włoski piłkarz, trener
  - Matthias Kahle, niemiecki kierowca rajdowy
  - Stina Nordenstam, szwedzka piosenkarka, kompozytorka, autorka tekstów
  - Francis Repellin, francuski kombinator norweski
  - Wadym Szyszkin, ukraiński szachista
- 5 marca: 
  - Paul Blackthorne, brytyjski aktor
  - Moussa Saïb, algierski piłkarz, trener
  - Juan Carlos Villamayor, paragwajski piłkarz
- 6 marca: 
  - Tatjana Bułanowa, rosyjska piosenkarka
  - Andrea Elson, amerykańska aktorka
  - Fabio Francini, sanmaryński piłkarz
  - Nikolaj Koppel, duński pianista, dziennikarz muzyczny
  - Tari Phillips, amerykańska koszykarka
  - Nicholas Rogers, australijski aktor, model
- 7 marca: 
  - Takanori Kōno, japoński kombinator norweski
  - Valentin Kononen, fiński lekkoatleta, chodziarz
  - Paweł Nazimek, polski basista i gitarzysta, członek zespołów T.Love i Sztywny Pal Azji
  - Dionysius Sebwe, liberyjski piłkarz
- 8 marca:
  - Agnieszka Ćwik, polska aktorka
  - Juan de Dios Ramírez Perales, meksykański piłkarz, trener
  - Anna Gerecka-Żołyńska, polska prawnik, karnista
  - Marcin Grzymowicz, polski aktor
  - Dorota Poźniak, polska koszykarka
  - Gard Sveen, norweski pisarz
  - Mariusz Szyszko, polski siatkarz
  - Tomasz Śmietanka, polski samorządowiec, burmistrz Kozienic
- 9 marca:
  - Izaline Calister, piosenkarka z Curaçao
  - Martin Frýdek, czeski piłkarz
  - Maarten van der Linden, holenderski wioślarz
  - Mauricio Ramos, boliwijski piłkarz
- 10 marca:
  - Paget Brewster, amerykańska aktorka
  - Artur Dunin, polski geodeta, polityk, poseł na Sejm RP
  - Kokane, amerykański raper, autor tekstów, producent muzyczny
  - Massimo Polidoro, włoski pisarz, dziennikarz, prezenter telewizyjny
  - Hany Ramzy, egipski piłkarz
  - Ximena Restrepo, kolumbijska lekkoatletka, sprinterka
  - Dave Sheridan, amerykański aktor, komik
  - Radovan Stanković, serbski żołnierz, zbrodniarz wojenny
  - József Szabó, węgierski pływak
- 11 marca:
  - Michał Hanćkowiak, polski matematyk
  - Terrence Howard, amerykański aktor
- 12 marca:
  - Graham Coxon, brytyjski gitarzysta, wokalista, założyciel zespołu Blur
  - Beatrix Imre, węgierska piłkarka ręczna
  - Grzegorz Miśkiewicz, polski muzyk, kompozytor
- 13 marca: 
  - Luca Bucci, włoski piłkarz, bramkarz
  - Christopher Coke, jamajski gangster
  - Ognjen Kržić, chorwacki piłkarz wodny
  - Marek Poręba, polski przedsiębiorca, polityk, poseł na Sejm RP
  - Thomas von Scheele, szwedzki tenisista stołowy
- 14 marca: 
  - Larry Johnson, amerykański koszykarz
  - Manny Melchor, filipiński bokser
  - Joseph Naffah, libański duchowny maronicki, biskup pomocniczy Dżubby, Sarby i Dżuniji
- 15 marca:
  - Timo Kotipelto, fiński wokalista, członek zespołu Stratovarius
  - Kim Raver, amerykańska aktorka
  - Carla Zijlstra, holenderska łyżwiarka szybka
- 16 marca: 
  - Judah Friedlander, amerykański aktor, komik pochodzenia żydowskiego
  - Sejad Halilović, bośniacki piłkarz
  - Juan Hernández Sierra, kubański bokser
- 17 marca: 
  - Kurt Brugger, włoski saneczkarz
  - Ansil Elcock, trynidadzki piłkarz
  - Edgar Grospiron, francuski narciarz dowolny
  - Min Chunfeng, chińska lekkoatletka, dyskobolka
  - Andrzej Rozenek, polski dziennikarz, polityk, poseł na Sejm RP
- 18 marca: 
  - Michael Bergin, amerykański model, aktor
  - Wasyl Iwanczuk, ukraiński szachista
  - Aleksandar Kocić, serbski piłkarz, bramkarz
  - Jimmy Morales, gwatemalski polityk, prezydent Gwatemali
  - René Rensch, niemiecki wioślarz (sternik)
  - Sheila Taormina, amerykańska pływaczka, triathlonistka, pięcioboistka nowoczesna
- 19 marca:
  - Warren Barton, angielski piłkarz
  - Gary Jules, amerykański piosenkarz, autor tekstów
  - Þröstur Þórhallsson, islandzki szachista
  - Connor Trinneer, amerykański aktor
  - Mana, japoński muzyk
- 20 marca:
  - Simon Busuttil, maltański prawnik, polityk
  - Annette Bußmann, niemiecka śpiewaczka operowa (alt), dyplomatka (zm. 2011)
  - Yvette Cooper, brytyjska polityk
  - Mannie Fresh, amerykański raper, producent muzyczny
  - Agnieszka Rayzacher, polska krytyk sztuki, promotorka polskich artystów
- 21 marca:
  - Viktor Alonen, estoński piłkarz
  - Ali Daei, irański piłkarz, trener
  - Francesco D’Aniello, włoski strzelec sportowy
  - Éber Moas, urugwajski piłkarz
  - Michael Weiner, niemiecki sędzia piłkarski
  - Irakli Zoidze, gruziński piłkarz, bramkarz
- 22 marca:
  - Dariusz Dźwigała, polski piłkarz, trener
  - Czesław Niedźwiedź, polski hokeista
  - David Nyathi, południowoafrykański piłkarz
  - Ilona Pazoła, polska lekkoatletka, trójskoczkini
  - Andreas Pietschmann, niemiecki aktor
  - Helena Słotwińska, polska teolog katolicka, profesor
  - Witold Żołądkiewicz, polski śpiewak operowy (baryton)
- 23 marca:
  - Rosario Fina, włoski kolarz szosowy
  - Youri Mulder, holenderski piłkarz
  - Franz Stocher, austriacki kolarz torowy i szosowy
- 24 marca:
  - Stephan Eberharter, austriacki narciarz alpejski
  - Robert Gucwa, polski misjonarz katolicki (zm. 1994)
  - Ilir Meta, albański polityk, premier Albanii
  - Luis Oliveira, belgijski piłkarz pochodzenia brazylijskiego
  - Ryszard Wolny, polski zapaśnik, trener, samorządowiec
- 25 marca:
  - Marcin Jahr, polski muzyk jazzowy
  - Tomasz Lewandowski, polski gitarzysta, wokalista, członek zespołu Kinsky
  - Murtaz Szelia, gruziński piłkarz
  - Jeffrey Walker, brytyjski muzyk, wokalista, kompozytor, autor tekstów, członek zespołów: Carcass i Brujeria
- 26 marca – Mark Thorpe, nowozelandzki żużlowiec
- 27 marca:
  - Michaił Brodski, ukraiński szachista, trener
  - Mariah Carey, amerykańska piosenkarka, kompozytorka, autorka tekstów, producentka muzyczna
  - Kevin Corrigan, amerykański aktor, scenarzysta filmowy
  - Maurycy Gomulicki, polski artysta grafik, fotograf, autor instalacji plastycznych i krótkich form filmowych
  - Mickey Hardt, szwajcarski aktor, model
  - Gianluigi Lentini, włoski piłkarz
  - Pauley Perrette, amerykańska aktorka
  - Wojciech Saługa, polski polityk, senator i poseł na Sejm RP
- 28 marca: 
  - Elliot Perry, amerykański koszykarz
  - Ivan Gotti, włoski kolarz szosowy
  - Tomi Kinnunen, fiński piłkarz
  - Tina Nedergaard, duńska polityk
  - Brett Ratner, amerykański reżyser, scenarzysta i producent filmowy
  - Earnie Stewart, amerykański piłkarz
  - Ingrid Stöckl, austriacka narciarka alpejska
  - Ilke Wyludda, niemiecka lekkoatletka, dyskobolka (zm. 2024)
- 29 marca: 
  - Michał Banach, polski aktor
  - Kim Batten, amerykańska lekkoatletka, płotkarka
  - David Helpling, amerykański muzyk, kompozytor
  - Ted Lieu, amerykański polityk, kongresman
  - Shin’ichi Mochizuki, japoński matematyk
  - Kai Nurminen, fiński hokeista
  - Jason Rebello, brytyjski pianista jazzowy, producent muzyczny
  - Sirisak Yodyardthai, tajski piłkarz, trener
- 30 marca: 
  - Troy Bayliss, australijski motocyklista wyścigowy
  - Rosa D’Amato, włoska polityk
  - Nuša Derenda, słoweńska piosenkarka
  - Grzegorz Górny, polski dziennikarz, publicysta
  - Keith Holmes, amerykański bokser
  - Susan Juby, kanadyjska pisarka
  - Per Pedersen, duński piłkarz
  - Yayoi Urano, japońska zapaśniczka
  - Artur Zawisza, polski polityk, poseł na Sejm RP
- 31 marca: 
  - Frédéric Chassot, szwajcarski piłkarz
  - Robert Kostecki, polski zapaśnik, trener i sędzia zapaśniczy
  - Francesco Moriero, włoski piłkarz
  - Ołeksandr Onyszczenko, ukraiński przedsiębiorca, działacz sportowy, polityk
  - Jacek Rozenek, polski aktor, lektor
  - Nyamko Sabuni, szwedzka polityk pochodzenia kongijskiego
  - Steve Smith, amerykański koszykarz
- 1 kwietnia:
  - Arnaud Boetsch, francuski tenisista
  - Krzysztof Gawronkiewicz, polski grafik, malarz, twórca komiksów
  - Urs Lehmann, szwajcarski narciarz alpejski
  - Lew Łobodin, rosyjski lekkoatleta, wieloboista
- 2 kwietnia: 
  - Andrzej Borowski, polski malarz
  - Ajay Devgan, indyjski aktor
  - Hendrik Herzog, niemiecki piłkarz
  - Isaiah Morris, amerykański koszykarz
- 3 kwietnia:
  - Clotilde Courau, francuska aktorka
  - Ben Mendelsohn, australijski aktor
  - Salvador Sedó, kataloński i hiszpański polityk
- 4 kwietnia:
  - Luigi Amodeo, włoski aktor
  - Piotr Anderszewski, polski pianista
  - Jorge Julio Rocha, kolumbijski bokser
- 5 kwietnia:
  - Wiaczesław Dżawanian, rosyjski kolarz szosowy
  - Pontus Kåmark, szwedzki piłkarz
  - Tomislav Piplica, bośniacki piłkarz, bramkarz
  - Ravindra Prabhat, indyjski prozaik, poeta
- 6 kwietnia:
  - Bret Boone, amerykański baseballista
  - Paulo Jorge Duarte, portugalski piłkarz, trener
  - Wojciech Grygiel, polski prezbiter katolicki, filozof, chemik
  - Paul Rudd, amerykański aktor, scenarzysta i producent filmowy
- 7 kwietnia: 
  - Yamil Caraballo, kolumbijski bokser
  - Chon Chol-ho, północnokoreański sztangista
  - Fua, angolski piłkarz
  - Esther Jones, amerykańska lekkoatletka, sprinterka
  - Sal da Vinci, włoski piosenkarz, aktor
- 8 kwietnia:
  - Pavel Blažek, czeski prawnik, samorządowiec, polityk
  - Dulce Pontes, portugalska piosenkarka
- 9 kwietnia:
  - Giovanni Allevi, włoski pianista, kompozytor
  - Kari Keegan, amerykańska aktorka
  - Linda Kisabaka, niemiecka lekkoatletka, sprinterka pochodzenia kongijskiego
- 10 kwietnia: 
  - Danny Comden, amerykański aktor, komik
  - Dirk Eigenbrodt, niemiecki bokser
  - Ekaterini Kofa, grecka lekkoatletka, sprinterka
  - Lee Sang-yoon, południowokoreański piłkarz, trener
  - Dariusz Seliga, polski polityk, poseł na Sejm RP
- 11 kwietnia: 
  - Janeth Arcain, brazylijska koszykarka, trenerka
  - Bjarte Bruland, norweski historyk
  - Goldust, amerykański wrestler
  - Michael von Grünigen, szwajcarski narciarz alpejski
  - Rusłan Olichwier, rosyjski siatkarz
  - Simon Reynolds, kanadyjski aktor
- 12 kwietnia:
  - Lucas Radebe, południowoafrykański piłkarz
  - Wojciech Tochman, polski reportażysta
- 13 kwietnia: 
  - Agnieszka Czekańska, polska aktorka, lektorka
  - Stephen McGlede, australijski kolarz torowy i szosowy
  - Roy Myers, kostarykański piłkarz, trener
- 14 kwietnia:
  - Brad Ausmus, amerykański baseballista
  - Jean-Philippe Dayraut, francuski kierowca wyścigowy
  - Mark Macon, amerykański koszykarz
- 15 kwietnia:
  - Sean Eadie, australijski kolarz torowy
  - Craig Foster, australijski piłkarz
  - Aleksandr Lebziak, rosyjski bokser, trener
  - Bruno Le Maire, francuski samorządowiec, polityk
  - André Meinunger, niemiecki językoznawca, wykładowca akademicki
  - Jerzy Mordel, polski żużlowiec
  - Wojciech Sumliński, polski psycholog, dziennikarz śledczy, publicysta, pisarz
- 16 kwietnia: 
  - Michael Baur, austriacki piłkarz
  - Germán Burgos, argentyński piłkarz, bramkarz
  - Hans Eklund, szwedzki piłkarz, trener
  - Patrik Järbyn, szwedzki narciarz alpejski
  - Edyta Łukaszewicz-Lisowska, polska aktorka
  - Hildegunn Mikkelsplass, norweska biathlonistka
  - Wojciech Pilichowski, polski gitarzysta basowy, kompozytor
  - Andreas Schieder, austriacki samorządowiec, polityk
  - Aleksandr Siemczew, rosyjski aktor
  - Fabien Roussel, francuski dziennikarz, polityk
- 17 kwietnia:
  - Jana Frey, niemiecka autorka literatury dziecięcej i młodzieżowej
  - Joško Kreković, chorwacki piłkarz wodny
  - Eeke van Nes, holenderska wioślarka
  - Tracy Panton, belizeńska polityczka
  - Paulo Jackson Nóbrega de Sousa, brazylijski duchowny katolicki, biskup Garanhuns
- 18 kwietnia:
  - Monika Grzegowska, polska tenisistka
  - Sayako Kuroda, japońska księżniczka, ornitolog
  - Emma Rabbe, wenezuelska aktorka
  - Stefan Schwarz, szwedzki piłkarz pochodzenia niemieckiego
  - Robert Telus, polski inżynier, samorządowiec, polityk, poseł na Sejm RP, minister rolnictwa i rozwoju wsi
  - Robert Změlík, czeski lekkoatleta, wieloboista
  - Rumjana Żelewa, bułgarska socjolog, polityk
- 19 kwietnia:
  - Khalid Al Temawi, saudyjski piłkarz
  - Hiromitsu Isogai, japoński piłkarz
  - Jesse James, amerykański konstruktor motocykli, producent filmowy
  - Igor Jaszczuk, polski piosenkarz, kompozytor, autor tekstów
  - Marcin Krzyształowicz, polski reżyser i scenarzysta filmowy
  - Shannon Lee, amerykańska aktorka
  - Zsuzsa Polgár, węgierska szachistka, trenerka, mistrzyni świata w szachach kobiet
  - Stefanie Schuster, austriacka narciarka alpejska
- 20 kwietnia:
  - Felix Baumgartner, austriacki spadochroniarz, BASE jumper (zm. 2025)
  - Alberto Herreros, hiszpański koszykarz
  - Erik Holtan, norweski piłkarz, bramkarz, trener
  - Ambroży (Meleacă), rumuński biskup prawosławny
  - Xavier Novell Gomá, hiszpański duchowny katolicki, biskup Solsony
  - Joaquín del Olmo, meksykański piłkarz, trener
- 21 kwietnia:
  - Pavol Frešo, słowacki inżynier, przedsiębiorca, polityk
  - Marzanna Graff, polska pisarka, aktorka
  - John Kibowen, kenijski lekkoatleta, długodystansowiec
  - Erik King, amerykański aktor
  - Kirstie Marshall, australijska narciarka dowolna
  - Toby Stephens, brytyjski aktor
- 22 kwietnia:
  - Dion Dublin, angielski piłkarz
  - Rasuł Katinowasow, rosyjsko-uzbecki zapaśnik
  - Sajgid Katinowasow, rosyjsko-uzbecki zapaśnik
  - Billy McKinlay, szkocki piłkarz, trener
  - Anna Sulima, polska pięcioboistka nowoczesna
  - Katarzyna Zubel, polska siatkarka
- 23 kwietnia: 
  - Manoj Bajpai, indyjski aktor
  - Constantin Corduneanu, rumuński zapaśnik (zm. 2024)
  - Martín López-Zubero, hiszpański pływak
  - Renata Mauer-Różańska, polska strzelczyni sportowa
  - Tony McGuinness, brytyjski didżej, producent muzyczny, członek zespołu Above & Beyond
- 24 kwietnia:
  - Ilias Atmadzidis, grecki piłkarz, bramkarz
  - Melinda Clarke, amerykańska aktorka
  - Rory McCann, szkocki aktor
  - Mirko Tomassoni, sanmaryński polityk, kapitan regent San Marino
  - Monika Warnicka, polska lekkoatletka, sprinterka i płotkarka
- 25 kwietnia:
  - Kai Hundertmarck, niemiecki kolarz szosowy
  - Wojciech Lisicki, polski muzyk, kompozytor, producent muzyczny, członek zespołów: Lost Horizon, Against the Plagues i Luciferion(inne języki)
  - Marzena Najmowicz, polska koszykarka
  - Jon Olsen, amerykański pływak
  - Włodzimierz Osadczy, polski historyk pochodzenia ukraińskiego
  - Małgorzata Sobańska, polska lekkoatletka, maratonistka
  - Gina Torres, amerykańska aktorka
  - Renée Zellweger, amerykańska aktorka, producentka filmowa pochodzenia szwajcarsko-norweskiego
- 26 kwietnia:
  - Geoff Boss, amerykański kierowca wyścigowy
  - Rita Effendy, indonezyjska piosenkarka
  - Eduard Zienowka, rosyjski pięcioboista nowoczesny
- 27 kwietnia:
  - Cory Booker, amerykański polityk, senator
  - Grahame Cheney, australijski bokser
  - Maciej Gładysz, polski gitarzysta rockowy
  - Brett Steven, nowozelandzki tenisista
- 28 kwietnia: 
  - Aleksandra Gaca, polska projektantka tkanin
  - Adam Kryger, polski piłkarz, futsalista, piłkarz plażowy, trener
  - Olga Slusariewa, rosyjska kolarka szosowa i torowa
- 29 kwietnia: 
  - Paul Adelstein, amerykański aktor pochodzenia żydowskiego
  - İzel Çeliköz, turecka piosenkarka
  - Chung Hoon, południowokoreański judoka
  - Philippe Ermenault, francuski kolarz torowy
  - Andrzej Golimont, polski dziennikarz, publicysta, samorządowiec
- 30 kwietnia:
  - Justine Greening, brytyjska ekonomistka, polityk
  - Adam Luboński, polski przedsiębiorca, polityk, poseł na Sejm RP
  - Jacek Lusiński, polski reżyser i scenarzysta filmowy
  - Paulo Jr., brazylijski basista, członek zespołu Sepultura
- 1 maja:
  - Wes Anderson, amerykański aktor, reżyser, scenarzysta i producent filmowy
  - Cintha Boersma, holenderska siatkarka
  - Roksana Jędrzejewska-Wróbel, polska pisarka
  - Kim Pan-gon, południowokoreański piłkarz, trener
  - Mary Lou McDonald, irlandzka polityk
  - Frode Moen, norweski specjalista kombinacji norweskiej
  - Billy Owens, amerykański koszykarz
  - Jack Waite, amerykański tenisista
- 2 maja:
  - Karel Dobrý, czeski aktor
  - Brian Lara, trynidadzko-tobagijski krykiecista
  - Paweł Reszka, polski dziennikarz
  - Władisław Tiernawski, rosyjski piłkarz, trener pochodzenia ukraińskiego
- 3 maja:
  - Norbert Haimberger, austriacki judoka
  - Marcin Korbacz, polski perkusista, członek zespołów: Mafia i De Mono
  - Olaf Stuger, holenderski polityk
  - Chris Zoricich, nowozelandzki piłkarz
- 4 maja: 
  - Tomasz Kulawik, polski piłkarz, trener
  - Dorota Lanton, polska aktorka, piosenkarka
  - Witalij Parachnewycz, tadżycki piłkarz pochodzenia ukraińskiego
  - Zhuang Xiaoyan, chińska judoczka
- 5 maja:
  - Adrian Carmack, amerykański grafik komputerowy
  - Adam Fraszko, polski hokeista
  - Michelle Freeman, jamajska lekkoatletka, płotkarka i sprinterka
  - Sophie Moniotte, francuska łyżwiarka figurowa
  - Manny Perez, dominikański aktor
- 6 maja:
  - Vlad Filat, mołdawski polityk, premier Mołdawii
  - Jacek Kłoczko, polski fotograf
- 7 maja:
  - Aleksandar Antić, serbski ekonomista, samorządowiec, polityk
  - Marie Bäumer, niemiecka aktorka
  - Agnieszka Bielska-Brodziak, polska prawnik, radca prawny, profesor
  - Mirosław Kowalik, polski żużlowiec, trener
  - Katerina Maleewa, bułgarska tenisistka
  - Justin Melvey, australijski aktor
  - José Manuel Moreno, hiszpański kolarz torowy
  - Radosław Pazura, polski aktor
- 8 maja:
  - Monika Bednarczyk, polska siatkarka
  - Mauro Berruto, włoski trener siatkarski
  - Dorota Dziadkowiec-Michoń, polska biegaczka narciarska
  - Shunji Karube, japoński lekkoatleta, płotkarz
  - Jonny Searle, brytyjski wioślarz
  - Fabrice Tiozzo, francuski bokser
- 9 maja:
  - Ronny Gaspercic, belgijski piłkarz, bramkarz
  - Hudson Leick, amerykańska modelka, aktorka
  - Agnieszka Maciąg, polska modelka, piosenkarka, aktorka
  - Hugo Maradona, argentyński piłkarz, trener (zm. 2021)
- 10 maja: 
  - Dennis Bergkamp, holenderski piłkarz
  - Hilary Lindh, amerykańska narciarka alpejska
  - Javier Margas, chilijski piłkarz
  - Judson Mills, amerykański aktor
  - Zoran Primorac, chorwacki tenisista stołowy
  - John Scalzi, amerykański pisarz science fiction
  - Lotay Tshering, bhutański polityk, premier Bhutanu
- 11 maja: 
  - Wiktor Bohatyr, ukraiński piłkarz, trener
  - Dmitrij Czeryszew, rosyjski piłkarz
  - Alina Drăgan, rumuńska gimnastyczka
  - Beata Dzianowicz, polska aktorka
  - Natalja Iwanowa, rosyjska i tadżycka zapaśniczka
  - Andrzej Kisiel, polski piłkarz, trener
  - Eduard Subocz, rosyjski skoczek narciarski, działacz sportowy, sędzia i trener skoków narciarskich
  - Simon Vroemen, holenderski lekkoatleta, długodystansowiec
- 12 maja:
  - Magomied Azizow, rosyjski zapaśnik
  - Arne Hoffmann, niemiecki pisarz, publicysta
  - Igor Kováč, słowacki lekkoatleta, płotkarz i sprinter
  - Sven Thiele, niemiecki zapaśnik
- 13 maja: 
  - Dan Hoerner, amerykański muzyk rockowy, pisarz
  - Petri Varis, fiński hokeista
  - Aleksander (Zajcew), rosyjski biskup prawosławny
- 14 maja:
  - Cate Blanchett, australijska aktorka, reżyserka teatralna
  - Juan Manuel Salmerón, hiszpański baseballista
  - Sabine Schmitz, niemiecka kierowczyni wyścigowa, osobowość telewizyjna (zm. 2021)
  - Wojciech Tkacz, polski hokeista, trener, działacz sportowy
  - Danny Wood, amerykański wokalista, autor tekstów, członek zespołu New Kids On The Block
- 15 maja:
  - Valentin Barbu, rumuński bokser
  - Holly McPeak, amerykańska siatkarka plażowa
- 16 maja:
  - Sergio Almaguer, meksykański piłkarz, trener
  - Yannick Bisson, kanadyjski aktor
  - David Boreanaz, amerykański aktor, reżyser i producent filmowy i telewizyjny
  - Marco Kurz, niemiecki piłkarz, trener
  - Steve Lewis, amerykański lekkoatleta, sprinter
  - Ari-Pekka Nikkola, fiński skoczek narciarski
- 17 maja:
  - Frances Callier, amerykańska aktorka
  - Joan Llaneras, hiszpański kolarz torowy i szosowy
  - Janusz Onufrowicz, polski aktor, kabareciarz, autor tekstów piosenek
- 18 maja:
  - Robert Czebotar, polski aktor
  - Martin Dugard, brytyjski żużlowiec
  - Martika, amerykańska piosenkarka
  - Jacek Płachta, polski hokeista, trener
  - Paweł Poncyljusz, polski polityk, poseł na Sejm RP
- 19 maja:
  - Mirosław Malec, polski wokalista, założyciel zespołów: Zielone Żabki, Ga-Ga i Radical News
  - Thomas Vinterberg, duński reżyser i scenarzysta filmowy
- 20 maja:
  - Davide Bellini, włoski siatkarz
  - Laurent Dufaux, szwajcarski kolarz szosowy
  - Mike Jacoby, amerykański snowboardzista
  - Morgan Lundin, szwedzki łucznik
  - Davor Marcelić, chorwacki koszykarz
- 21 maja: 
  - George LeMieux, amerykański prawnik, polityk, senator
  - Pete Sandoval, amerykański perkusista, członek zespołów: Terrorizer i Morbid
  - Federico Villagra, argentyński kierowca rajdowy
- 22 maja: 
  - Carlos Aguilera, hiszpański piłkarz
  - Michael Kelly, amerykański aktor
  - Cathy McMorris Rodgers, amerykańska polityk
- 23 maja:
  - Laurent Aïello, francuski kierowca wyścigowy
  - Cathy Féchoz, francuska narciarka dowolna
  - Hanin Zubi, izraelska polityk pochodzenia arabskiego
- 24 maja:
  - Sewada Arzumanian, ormiański piłkarz, trener
  - Przemysław Kozłowski, polski aktor
  - Erlend Loe, norweski pisarz, scenarzysta filmowy
  - Tomasz Żmudziński, polski hokeista
- 25 maja: 
  - Kevin Aiston, brytyjski prezenter telewizyjny i radiowy
  - Glen Drover, kanadyjski gitarzysta, kompozytor, członek zespołów: Eidolon(inne języki), King Diamond, Megadeth, Testament i Metalusion
  - Anne Heche, amerykańska aktorka (zm. 2022)
  - Igor Patienko, białoruski kolarz szosowy
  - Jörg Roßkopf, niemiecki tenisista stołowy
- 26 maja:
  - Rihards Kozlovskis, łotewski funkcjonariusz policji i służb specjalnych, prawnik, polityk
  - Robert Paczków, polski zapaśnik, sumita
- 27 maja: 
  - Michael Glöckner, niemiecki kolarz szosowy i torowy
  - José Luís Mumbiela Sierra, hiszpański duchowny katolicki, biskup diecezjalny Ałmaty
  - Dondre Whitfield, amerykański aktor
- 28 maja:
  - Muriel Barbery, francuska pisarka
  - Valérie Barlois, francuska szpadzistka
  - Józef Kapustka, polski pianista
  - Justin Kirk, amerykański aktor
  - Jaromir Radke, polski łyżwiarz szybki
  - Natalja Zasulska, rosyjska koszykarka
- 29 maja:
  - Albert Bartosz, polski społecznik, samorządowiec, wójt gminy Oświęcim
  - Aleksander Kaczorowski, polski bohemista, tłumacz, eseista i dziennikarz
  - Peter Karlsson, szwedzki tenisista stołowy
  - Benjamin Pereira Da Silva, brazylijski piłkarz plażowy
  - Wiltrud Probst, niemiecka tenisistka
- 30 maja:
  - Andrzej Dawidziuk, polski trener piłkarski
  - Gert Handberg, duński żużlowiec
  - Wojciech Majchrzak, polski aktor
- 31 maja:
  - Mindi Abair, amerykańska piosenkarka, saksofonistka
  - Tony Cetinski, chorwacki piosenkarz, muzyk
  - Imre Csősz, węgierski judoka
  - Juliet Haslam, australijska hokeistka na trawie
  - Niklas Jonsson, szwedzki biegacz narciarski
  - Robert Mickiewicz, litewski dziennikarz narodowości polskiej, redaktor naczelny „Kuriera Wileńskiego”
  - Piotr Nidecki, polski generał brygady
  - Shaun O’Brien, australijski kolarz szosowy i torowy
  - Iwona Oleszyńska, polska szpadzistka
  - Simone Pianigiani, włoski koszykarz, trener
  - Ralf Weber, niemiecki piłkarz
- 1 czerwca: 
  - Luis García Postigo, meksykański piłkarz
  - Teri Polo, amerykańska aktorka
- 2 czerwca:
  - Túlio Costa, brazylijski piłkarz
  - Alexander Leipold, niemiecki zapaśnik
  - Paulo Sérgio, brazylijski piłkarz
  - David Wheaton, amerykański tenisista
- 3 czerwca:
  - Adam Burzyński, polski gitarzysta rockowy
  - Rusłan Chakymow, ukraiński zapaśnik
  - Thomas Johanson, fiński żeglarz sportowy
  - Andrzej Kępiński, polski aktor
  - Mo Ji-soo, południowokoreański łyżwiarz szybki, specjalista short tracku
  - Gianluigi Nuzzi, włoski pisarz, dziennikarz
  - Tate Taylor, amerykański aktor, reżyser, scenarzysta i producent filmowy
- 4 czerwca:
  - Regi Blinker, holenderski piłkarz pochodzenia surinamskiego
  - Paweł Sobczak, polski hokeista na trawie, bramkarz
- 5 czerwca: 
  - Brian McKnight, amerykański piosenkarz, autor tekstów, multiinstrumentalista, producent muzyczny
  - Jorge Santillana, meksykański piłkarz
  - Artur Zasada, polski polityk, poseł na Sejm RP, eurodeputowany
- 6 czerwca: 
  - Ulf Holm, szwedzki polityk
  - Fernando Redondo, argentyński piłkarz
  - Jarosław Zdrojkowski, polski polityk, samorządowiec, marszałek województwa lubelskiego
- 7 czerwca:
  - Alina Astafei, rumuńska lekkoatletka, skoczkini wzwyż
  - Sylvie Bailly-Salins, francuska biathlonistka
  - Andrea Dallavilla, włoski kierowca rajdowy
  - Eric Fonoimoana, amerykanński siatkarz plażowy pochodzenia samoańskiego
  - Joachim, duński książę
  - Kerstin Müller, niemiecka wioślarka
  - Kim Rhodes, amerykańska aktorka
  - Víctor Ruiz, meksykański piłkarz
  - Anthony Simcoe, amerykański aktor
  - Filip Sojka, polski muzyk sesyjny, basista, kompozytor, aranżer
- 8 czerwca:
  - J.P. Manoux, amerykański aktor
  - Jerry Sikhosana, południowoafrykański piłkarz
  - David Sutcliffe, kanadyjski aktor, reżyser filmowy i telewizyjny
  - Dariusz Wosz, niemiecki piłkarz pochodzenia polskiego
- 9 czerwca: 
  - Josh Hamilton, amerykański aktor
  - Jarosław Szymkowiak, polski żużlowiec, trener
  - Kenny Williams, amerykański koszykarz
  - Eric Wynalda, amerykański piłkarz
- 10 czerwca:
  - Ronny Johnsen, norweski piłkarz
  - Cosmin Olăroiu, rumuński piłkarz, trener
- 11 czerwca: 
  - Peter Dinklage, amerykański aktor
  - Siergiej Juran, rosyjski piłkarz pochodzenia ukraińskiego
  - Matthias Maucksch, niemiecki piłkarz, trener
  - Gabriela Muskała, polska aktorka, dramatopisarka
- 12 czerwca:
  - Elvis Brajković, chorwacki piłkarz
  - Vital Heynen, belgijski siatkarz, trener
  - Maicel Malone-Wallace, amerykańska lekkoatletka, sprinterka
  - David Novotný, czeski aktor
  - Heinz-Christian Strache, austriacki polityk
- 13 czerwca:
  - Virginie Despentes, francuska pisarka
  - Joseph Keter, kenijski lekkoatleta, długodystansowiec
  - Swietłana Kriwielowa, rosyjska lekkoatletka, kulomiotka
- 14 czerwca: 
  - Derek Boyer, australijski trójboista siłowy
  - Michael Gerber, amerykański pisarz
  - Steffi Graf, niemiecka tenisistka
  - Peter Hessler, amerykański dziennikarz, pisarz
  - Luc Holtz, luksemburski piłkarz, trener
  - MC Ren, amerykański raper
  - Marcos Pasquim, brazylijski piłkarz
  - Jackson Richardson, francuski piłkarz ręczny
- 15 czerwca:
  - Ice Cube, amerykański producent muzyczny, raper, aktor, producent filmowy
  - Oliver Kahn, niemiecki piłkarz, bramkarz
  - Cédric Pioline, francuski tenisista
- 16 czerwca: 
  - Bénabar, francuski piosenkarz
  - Anette Fanqvist, szwedzka biegaczka narciarska
  - Agnieszka Maria Stefańska, polska poetka, pisarka, tłumaczka literatury włoskiej
  - Maciej Wilewski, polski aktor
  - Adam Wolański, polski piłkarz ręczny, bramkarz
- 17 czerwca:
  - Donata Jancewicz, polska lekkoatletka, skoczkini wzwyż
  - Janusz Kaleja, polski charakteryzator
  - Andrzej Kasiura, polski polityk, samorządowiec, burmistrz Krapkowic
  - Paul Tergat, kenijski lekkoatleta, długodystansowiec
- 18 czerwca:
  - Pokey Chatman, amerykańska koszykarka, trenerka
  - Vito Casetti(inne języki), polsko-włoski dziennikarz
  - Anna Hermansson, szwedzka biathlonistka
  - Marek Kos, polski lekarz, samorządowiec, wiceminister
  - Flavio Tosi, włoski samorządowiec, polityk, burmistrz Werony, eurodeputowany
- 20 czerwca:
  - Paulo Bento, portugalski piłkarz, trener
  - Giovanni Lombardi, włoski kolarz szosowy i torowy
  - Peter Paige, amerykański aktor
  - Alexander Schallenberg, austriacki polityk, kanclerz Austrii
  - MaliVai Washington, amerykański koszykarz
- 21 czerwca:
  - Gabriella Paruzzi, włoska biegaczka narciarska
  - Jewgienij Paszutin, rosyjski koszykarz, trener
- 22 czerwca:
  - Ronald Fuentes, chilijski piłkarz
  - Jariw Lewin, izraelski polityk
  - Wiktor Szwecow, ukraiński sędzia piłkarski
- 23 czerwca:
  - John Benton, amerykański curler
  - Gherardo Gambelli, włoski duchowny katolicki
  - Martin Klebba, amerykański aktor, kaskader
  - Paweł Kleszcz, polski aktor
  - Zenon Martyniuk, polski wokalista, muzyk, członek zespołu Akcent
  - David Ondříček, czeski reżyser, scenarzysta i producent filmowy
  - Noa, izraelska piosenkarka
  - Fernanda Ribeiro, portugalska lekkoatletka, biegaczka długodystansowa
- 24 czerwca:
  - Jensen Daggett, amerykańska aktorka
  - Rick Fox, amerykański koszykarz
  - Paweł Gawryjołek, polski koszykarz
  - Nicodemo Gentile, włoski prawnik i celebryta
  - Maciej Grzywacz, polski gitarzysta, kompozytor i aranżer
  - Sissel Kyrkjebø, norweska piosenkarka
  - Thabo Mngomeni, południowoafrykański piłkarz
- 25 czerwca:
  - Yasuto Honda, japoński piłkarz
  - Alina Iwanowa, rosyjska lekkoatletka, chodziarka
  - Krzysztof Liedel, polski prawnik, specjalista w zakresie terroryzmu międzynarodowego i jego zwalczania (zm. 2021)
  - Michal Rozin, izraelska polityk
  - Piotr Tomański, polski samorządowiec, polityk, poseł na Sejm RP
  - Zim Zum, amerykański gitarzysta, członek zespołów: Life, Sex & Death i Marilyn Manson
- 26 czerwca: 
  - Heloísa Apolónia, portugalska polityk
  - Colin Greenwood, brytyjski basista, członek zespołu Radiohead
  - Geir Moen, norweski lekkoatleta, sprinter
  - Andriej Okuńkow, rosyjski matematyk
- 27 czerwca:
  - Marcin Kędzierski, polski malarz, grafik
  - Miguel Viegas, portugalski ekonomista, weterynarz, nauczyciel akademicki, związkowiec, polityk
- 28 czerwca:
  - Stéphane Chapuisat, szwajcarski piłkarz
  - Fabrizio Mori, włoski lekkoatleta, płotkarz
  - Michał Znaniecki, polski reżyser teatralny
  - Ajjelet Zurer, izraelska aktorka
- 29 czerwca: 
  - Daniël Boissevain, holenderski aktor
  - Magda Masny, polska modelka
  - Tracey Shepherd, australijska lekkoatletka, tyczkarka
  - Piotr Tymiński, polski historyk, pisarz
- 30 czerwca: 
  - Mike King, amerykański kolarz górski, szosowy i BMX
  - Carlos Llamosa, amerykański piłkarz pochodzenia kolumbijskiego
  - Prikeba Phipps, amerykańska siatkarka
  - Uta Rohländer, niemiecka lekkoatletka, sprinterka
  - Kesete Ghebreyohannes Weldegebriel, erytrejski duchowny
- 1 lipca: 
  - Damir Krstičević, chorwacki generał, menedżer, polityk
  - Alexander Krylov, rosyjsko-niemiecki socjolog, ekonomista
  - Patrick Malone, amerykański aktor
  - Mabel Mosquera, kolumbijska sztangistka
  - Krzysztof Szubert, polski przedsiębiorca, działacz gospodarczy, urzędnik państwowy
- 2 lipca – Andrea Collinelli, włoski kolarz torowy i szosowy
- 3 lipca:
  - Waldemar Adamczyk, polski piłkarz
  - Gedeon Burkhard, niemiecki aktor
  - María Esther Herranz García, hiszpańska geograf, polityk
  - Garrett Hines, amerykański bobsleista
  - Mykel Shannon Jenkins, amerykański aktor
  - Henrietta Łagwiława, białoruska szachistka
  - Shawnee Smith, amerykańska aktorka, piosenkarka
  - Stéphane Van der Heyden, belgijski piłkarz
  - Stefan Zünd, szwajcarski skoczek narciarski
- 4 lipca:
  - Atanas Dżambazki, bułgarski piłkarz, trener
  - Dorota Landowska, polska aktorka
  - David Marciano, francuski szachista
  - Swietłana Matwiejewa, rosyjska szachistka
  - Wilfred Mugeyi, zimbabwejski piłkarz
  - Jordan Sonnenblick, amerykański pisarz
  - Piotr Wereśniak, polski aktor, pisarz, reżyser i scenarzysta filmowy
- 5 lipca:
  - Antanas Abrutis, litewski strongman
  - Armin Kõomägi, estoński pisarz, przedsiębiorca, kolekcjoner i mecenas sztuki
  - John LeClair, amerykański hokeista
  - Michael O’Neill, północnoirlandzki piłkarz, trener
  - RZA, amerykański producent muzyczny, raper, aktor
  - Arkadiusz Weremczuk, polski projektant mody
- 6 lipca:
  - Serafim Todorow, bułgarski bokser
  - Brian Van Holt, amerykański aktor, model
- 7 lipca:
  - Paisjusz (Martyniuk), polski duchowny prawosławny, biskup łódzko-poznański
  - Sylke Otto, niemiecka saneczkarka
  - Zbigniew Raubo, polski pianista
  - Joe Sakic, kanadyjski hokeista
- 8 lipca: 
  - Eva Háková, czeska biathlonistka
  - Wojciech Owczarek, polski perkusista, członek zespołu IRA
  - Sugizo, japoński gitarzysta, członek zespołów: X JAPAN, Juno Reactor i LUNA SEA
- 9 lipca: 
  - Agnieszka Kłopotek, polska zootechnik, polityk, posłanka na Sejm RP
  - Chris Louis, brytyjski żużlowiec
  - Dordżsürengijn Mönchbajar, mongolska i niemiecka strzelczyni sportowa
  - Eduardo Santamarina, meksykański aktor, model
  - Gert-Jan Segers, holenderski politolog, misjonarz, polityk
- 10 lipca:
  - Gale Harold, amerykański aktor
  - Alexandra Hedison, amerykańska aktorka
  - Jonas Kaufmann, niemiecki śpiewak operowy (tenor)
- 11 lipca:
  - Elmar Díaz Solórzano, meksykański polityk
  - John Kiffmeyer, amerykański perkusista
  - Corentin Martins, francuski piłkarz
  - Lito Vidigal, angolski piłkarz, trener
- 12 lipca: 
  - Lisa Nicole Carson, amerykańska aktorka
  - Sabine Hack, niemiecka tenisistka
  - Geert Hammink, holenderski koszykarz, trener
  - Chantal Jouanno, francuska polityk
- 13 lipca:
  - Marek Chmaj, polski prawnik i politolog
  - Dariusz Działo, polski oficer policji
  - Mark Greenway, brytyjski wokalista, autor tekstów, członek zespołu Napalm Death
  - Akakios Kachiaswilis, grecki sztangista pochodzenia gruzińskiego
  - Przemysław Myszor, polski muzyk, kompozytor
  - Ferenc Novák, węgierski kajakarz, kanadyjkarz
- 14 lipca:
  - Olgierd Kustosz, polski samorządowiec, wicemarszałek województwa zachodniopomorskiego
  - Maciej Miecznikowski, polski wokalista, członek zespołu Leszcze
  - Jaroslav Sakala, czeski skoczek narciarski
  - Kazushi Sakuraba, japoński zawodnik MMA, wrestler
  - Sven Sester, estoński menedżer, polityk
  - Mike Stulce, amerykański lekkoatleta, kulomiot
  - Krzysztof Wilangowski, polski koszykarz, trener
- 15 lipca:
  - Dariusz Guzowski, polski lekkoatleta, ultramaratończyk
  - Anatoli Nankow, bułgarski piłkarz, trener
- 16 lipca:
  - Karina Arroyave, kolumbijska aktorka
  - Jerome Dillon, amerykański perkusista
  - Piotr Kaszubowski, polski historyk, etnograf, regionalista, animator kultury, publicysta, poeta
- 17 lipca:
  - Jason Clarke, australijski aktor
  - Jarosław Jakimowicz, polski aktor
  - Jaan Kirsipuu, estoński kolarz szosowy
  - Krzysztof Respondek, polski aktor, piosenkarz, kabareciarz (zm. 2023)
  - Tommy Söderström, szwedzki hokeista
- 18 lipca:
  - Rob Calloway, amerykański bokser
  - Elizabeth Gilbert, amerykańska pisarka
  - Ołeksandr Sewidow, ukraiński piłkarz, trener
- 19 lipca: 
  - Sabine Bau, niemiecka florecistka
  - David Goldsmith, amerykański aktor, reżyser i scenarzysta filmowy
  - Jacek Jankowski, polski dyplomata
  - Krzysztof Kisiel, polski piłkarz ręczny, trener
  - Kelly Link, amerykańska pisarka
  - Cathy Overton-Clapham, kanadyjska curlerka
  - Mikołaj (Sewastijanow), bułgarski biskup prawosławny
- 20 lipca: 
  - Josh Holloway, amerykański aktor
  - Madelein Svensson, szwedzka lekkoatletka, chodziarka
- 21 lipca:
  - Rubival Cabral Britto, brazylijski duchowny katolicki, biskup Grajaú
  - Andrew Davidson, południowoafrykański zapaśnik
  - Klaus Graf, niemiecki kierowca wyścigowy
  - Terapont (Kaszyn), rosyjski biskup prawosławny
  - Amiran Totikaszwili, gruziński judoka
  - Isabell Werth, niemiecka jeźdźczyni sportowa
  - Robert Wilk, polski piłkarz, trener
- 22 lipca: 
  - Jason Becker, amerykański gitarzysta rockowy
  - Gerwazy Reguła, polski reżyser i scenarzysta filmowy
  - Ronny Weller, niemiecki sztangista
- 23 lipca: 
  - Marco Bode, niemiecki piłkarz
  - Bill Chott, amerykański aktor, komik
  - Dmytro Chrystycz, ukraiński hokeista
  - Stéphane Diagana, francuski lekkoatleta, płotkarz
  - Matthew Leutwyler, amerykański reżyser, scenarzysta i producent filmowy
  - Kai Meyer, niemiecki pisarz, dziennikarz
  - Raphael Warnock, amerykański polityk, senator ze stanu Georgia
- 24 lipca:
  - Frank Adisson, francuski kajakarz górski
  - Burkhard Balz, niemiecki finansista, polityk
  - Michaił Chmielnicki, białoruski lekkoatleta, chodziarz
  - Rick Fox, kanadyjski koszykarz pochodzenia bahamsko-włoskiego
  - Marcin Herich, polski reżyser teatralny
  - Jennifer Lopez, amerykańska modelka, piosenkarka, aktorka pochodzenia portorykańskiego
  - Katarzyna Lubnauer, polska matematyk, polityk, poseł na Sejm RP
- 25 lipca:
  - Artur Partyka, polski lekkoatleta, skoczek wzwyż
  - Carsten Wolters, niemiecki piłkarz
- 26 lipca:
  - Wadim Browcew, rosyjski przedsiębiorca, polityk, premier i p.o, prezydenta Osetii Południowej (zm. 2024)
  - Cléber, brazylijski piłkarz, trener
  - Márcia Fu, brazylijska siatkarka
  - Ibrahima Koné, iworyjski piłkarz
  - Katarzyna Montgomery, polska dziennikarka
  - Courtney Rumbolt, brytyjski bobsleista
- 27 lipca:
  - Dacian Cioloș, rumuński inżynier rolnictwa, polityk, eurokomisarz, premier Rumunii
  - Alison Dunlap, amerykańska kolarka górska
  - Alessandro Esseno, włoski pianista, kompozytor
  - Tomasz Franaszek, polski kajakarz
  - Pavel Hapal, czeski piłkarz, trener
  - Triple H, amerykański zapaśnik
- 28 lipca: 
  - Michael Amott, szwedzki gitarzysta, kompozytor, członek zespołów: Disaccord, Carnage, Spiritual Beggars, Arch Enemy, Candlemass i Black Earth
  - Alexis Arquette, amerykańska aktorka (zm. 2016)
  - Igor Benedejčič, słoweński piłkarz
  - Hannes Engelschall, austriacki komandos, kulturysta
  - Jón Arnar Magnússon, islandzki lekkoatleta, wieloboista
  - Dana White, amerykański przedsiębiorca, promotor sportów walki pochodzenia irlandzkiego
- 29 lipca: 
  - Marco Antonio de Almeida, brazylijsko-meksykański piłkarz, trener
  - Giles Coren, brytyjski dziennikarz
  - Hiroyuki Iiri, japoński kierowca wyścigowy
  - Zoltán Jagodics, węgierski piłkarz
  - Carolyn Jones-Young, amerykańska koszykarka
- 30 lipca: 
  - Simon Baker, australijski aktor
  - Kristian Thulesen Dahl, duński polityk
  - Andrejs Koroļovs, łotewski żużlowiec
  - Maciej Kowalewski, polski aktor, reżyser teatralny i filmowy, prozaik, dramaturg
  - Maciej Nowak, polski siatkarz, trener, samorządowiec
  - Gordan Petrić, serbski piłkarz, trener
- 31 lipca:
  - Olivier Allamand, francuski narciarz dowolny
  - Scott Cleverdon, szkocki aktor
  - Antonio Conte, włoski piłkarz, trener
  - Loren Dean, amerykański aktor
  - Stephen Noteboom, holenderski tenisista
  - Jur Vrieling, holenderski jeździec sportowy
  - Cezary Winkler, polski piłkarz ręczny, bramkarz
- 1 sierpnia:
  - Tomasz Łapiński, polski piłkarz, pisarz
  - Naoki Yasuzaki, japoński skoczek narciarski
- 2 sierpnia: 
  - Jan Axel Blomberg, norweski perkusista, muzyk sesyjny
  - Cedric Ceballos, amerykański koszykarz, trener
  - Fernando Couto, portugalski piłkarz
  - Gabriel Gietzky, polski reżyser teatralny
  - Nazim Hüseynov, azerski judoka
  - Erik Meijer, holenderski piłkarz
  - Marek Szczygieł, polski urzędnik państwowy, dyplomata
- 3 sierpnia: 
  - Manjola Nallbani, albańska śpiewaczka operowa (sopran)
  - Tomáš Zatloukal, czeski nauczyciel, polityk
- 4 sierpnia:
  - Max Cavalera, brazylijski gitarzysta, wokalista, członek zespołów: Sepultura, Nailbomb, Soulfly, Cavalera Conspiracy i Killer Be Killed
  - Michael DeLuise, amerykański aktor, reżyser filmowy
  - Dariusz Kurzelewski, polski aktor
  - Diego Latorre, argentyński piłkarz
- 5 sierpnia: 
  - Chuck Campbell, kanadyjski aktor
  - Francisco Cota de Oliveira, brazylijski duchowny katolicki, biskup pomocniczy Kurytyby
  - Robert Scott, australijski wioślarz
  - Ireneusz Zyska, polski prawnik, samorządowiec, polityk, poseł na Sejm RP
- 6 sierpnia:
  - Mike Budenholzer, amerykański trener koszykówki
  - Dariusz Grobelny, polski siatkarz
  - Wanda Krawczonok, litewska działaczka samorządowa, polityk pochodzenia polskiego
  - Sören Lausberg, niemiecki kolarz torowy
  - Rokas Masiulis, litewski ekonomista, menedżer, polityk
- 7 sierpnia:
  - Khalid Boulami, marokański lekkoatleta, długodystansowiec
  - Paul Lambert, szkocki piłkarz, trener
  - Juris Radzevičs, łotewski polityk, samorządowiec
- 8 sierpnia: 
  - Zdzisław Błaszczyk, polski duchowny katolicki, misjonarz, biskup pomocniczy Rio de Janeiro
  - Adrian Delia, maltański prawnik, działacz sportowy, polityk
  - Faye Wong, chińska aktorka, piosenkarka
  - Szymon Zychowicz, polski muzyk, wokalista, poeta
- 9 sierpnia:
  - Sofiane Fekih, tunezyjski piłkarz
  - Per Henricsson, szwedzki tenisista
  - Didier Simba-Ekanza, kongijski piłkarz
  - Tomasz Tomczyk, polski fotoreporter, rysownik, wydawca, architekt
  - Chie Tsuji, japońska siatkarka
- 10 sierpnia: 
  - Stephen Frail, szkocki piłkarz, trener
  - Mariusz Olszewski, polski dziennikarz, polityk, poseł na Sejm RP
  - Dariusz Raś, polski duchowny katolicki
- 11 sierpnia: 
  - Anne Marie Benschop, holenderska szachistka
  - Ashley Jensen, szkocka aktorka
  - Vanderlei de Lima, brazylijski lekkoatleta, maratończyk
- 12 sierpnia: 
  - José Ignacio Hernández, hiszpański trener koszykówki
  - Ri Hak-son, północnokoreański zapaśnik
  - Tanita Tikaram, brytyjska piosenkarka
- 13 sierpnia:
  - Giacobbe Fragomeni, włoski bokser
  - Midori Itō, japońska łyżwiarka figurowa
  - Emił Kremenliew, bułgarski piłkarz
  - Li Chunxiu, chińska lekkoatletka, chodziarka
  - Erik Weispfennig, niemiecki kolarz torowy
- 14 sierpnia:
  - Nadeżda Aleksiewa, bułgarska biathlonistka
  - Tracy Caldwell Dyson, amerykańska chemik, astronautka
  - Andy Hargreaves, brytyjski perkusista, kompozytor, członek zespołu I Am Kloot
  - Keitarō Hoshino, japoński bokser (zm. 2021)
  - Preston Lacy, amerykański aktor, scenarzysta i producent filmowy
  - Alejandra Procuna, meksykańska aktorka
- 15 sierpnia: 
  - Sławomir Augustyniak, polski siatkarz, trener
  - Justin Broadrick, brytyjski muzyk, wokalista, kompozytor, autor tekstów, członek zespołów: Napalm Death, Head od David(inne języki), Godflesh, Final(inne języki), Techno Animal(inne języki) i Jesu
  - James Carver, brytyjski polityk
  - Bernard Fanning, australijski muzyk, wokalista, autor tekstów, członek zespołu Powderfinger
  - Mario González, meksykański bokser
  - Ilona Jasnowska, polska koszykarka, trenerka
  - Carlos Roa, argentyński piłkarz, bramkarz
  - Thorsten Streppelhoff, niemiecki wioślarz
- 16 sierpnia:
  - Karel Havlíček, czeski ekonomista, polityk
  - Kate Higgins, amerykańska aktorka głosowa, wokalistka i pianistka jazzowa
  - Yvan Muller, francuski kierowca wyścigowy
  - Luis Alberto Pérez-Rionda, kubański lekkoatleta, sprinter
- 17 sierpnia:
  - Daniela Castro, meksykańska aktorka
  - Markus Gisdol, niemiecki piłkarz, trener
  - Christian Laettner, amerykański koszykarz pochodzenia polskiego
  - Edyta Małoszyc, polska pięcioboistka nowoczesna
  - Uhm Jung-hwa, południowokoreańska piosenkarka, aktorka, tancerka
  - Donnie Wahlberg, amerykański aktor, piosenkarz, producent muzyczny
  - Andrzej Wierzgacz, polski koszykarz
- 18 sierpnia:
  - Nicole Couch, amerykańska gitarzystka, członkini zespołu Phantom Blue
  - Everlast, amerykański wokalista, członek zespołu House of Pain
  - Edward Norton, amerykański aktor, reżyser filmowy
  - Christian Slater, amerykański aktor
- 19 sierpnia:
  - Nate Dogg, amerykański raper (zm. 2011)
  - Matthew Perry, amerykańsko-kanadyjski aktor, komik, producent filmowy, dramatopisarz (zm. 2023)
  - Torkel Petersson, szwedzki aktor
  - Czołpon Sułtanbiekowa, kirgiska polityczka
- 20 sierpnia:
  - Billy Gardell, amerykański aktor, komik
  - André Kiesewetter, niemiecki skoczek narciarski
- 21 sierpnia – Lukas Furlas, cypryjski dziennikarz, polityk
- 22 sierpnia:
  - Charly Musonda, zambijski piłkarz
  - Bruno Tobback, belgijski i flamandzki polityk
- 23 sierpnia:
  - Hannes Reinmayr, austriacki piłkarz
  - Benjamin Rosenbaum, amerykański pisarz science fiction pochodzenia żydowskiego
- 24 sierpnia:
  - Pierfrancesco Favino, włoski aktor, producent filmowy
  - Mukesh Tiwari, indyjski aktor
  - John Tobias, amerykański grafik, scenarzysta filmowy i telewizyjny
- 25 sierpnia:
  - Ali Dahleb, algierski piłkarz
  - Francesca Donato, włoska prawnik, polityk
  - Piotr Gociek, polski dziennikarz, pisarz science fiction
  - Cameron Mathison, kanadyjski aktor
- 26 sierpnia:
  - Nicole Arendt, amerykańska tenisistka
  - Dorota Buczkowska, polska lekkoatletka, biegaczka średniodystansowa (zm. 2022)
  - Aleksandr Czerniajew, rosyjski szachista
  - Karen Ellemann, duńska polityk
  - Tomasz Lipnicki, polski wokalista, gitarzysta, członek zespołów: Illusion i Lipali
  - Jorge Sanz, hiszpański aktor
  - Jarosław Wilczyński, polski samorządowiec, prezydent Ostrowca Świętokrzyskiego
  - Lubomyr Wowczuk, ukraiński piłkarz, trener
- 27 sierpnia: 
  - Eric Bergoust, amerykański narciarz dowolny
  - René Henriksen, duński piłkarz
  - Zygmunt Kukla, polski dyrygent, kompozytor
  - Jean-Cyril Robin, francuski kolarz szosowy
  - Dario Tamburrano, włoski stomatolog, polityk
  - Chandra Wilson, amerykańska aktorka
- 28 sierpnia: 
  - Christoph Ahlhaus, niemiecki prawnik, samorządowiec, polityk
  - Veroljub Arsić, serbski przedsiębiorca, polityk
  - Jack Black, amerykański aktor, muzyk, członek zespołu Tenacious D
  - Robert Englaro, słoweński piłkarz
  - Raffaele Fitto, włoski polityk
  - Jason Priestley, kanadyjski aktor, reżyser i producent filmowy
  - Sheryl Sandberg, amerykańska bizneswoman
  - Pierre Turgeon, kanadyjski hokeista
- 29 sierpnia:
  - Christopher Douglas, amerykański aktor, model
  - Aliuska López, hiszpańska lekkoatletka, płotkarka pochodzenia kubańskiego
  - Lucero, meksykańska aktorka, piosenkarka
- 30 sierpnia:
  - Vladimir Jugović, serbski piłkarz
  - Rozario Menezes, indyjski duchowny katolicki, biskup Lae
- 31 sierpnia:
  - Victor Alexander, amerykański koszykarz
  - Nathalie Bouvier, francuska narciarka alpejska
  - Jonathan LaPaglia, australijski aktor, reżyser filmowy
  - Katarzyna Radtke, polska lekkoatletka, sprinterka
  - Justo Ruiz, andorski piłkarz, trener
- 1 września: 
  - Armando Araiza, meksykański aktor
  - Paweł Bańkowski, polski menedżer, samorządowiec, polityk, poseł na Sejm RP
  - Henning Berg, norweski piłkarz, trener
  - Grzegorz Lewandowski, polski piłkarz, trener
  - Enric Masip, hiszpański piłkarz ręczny
  - Andrea Sógor, węgierska piłkarka ręczna, bramkarka
- 2 września: 
  - Mikael Löfgren, szwedzki biathlonista
  - Andrzej Piątak, polski przedsiębiorca, polityk, poseł na Sejm RP
  - Sigrid Wille, niemiecka biegaczka narciarska
- 3 września:
  - Juan Manuel López, hiszpański piłkarz
  - Krzysztof Piątkowski, polski samorządowiec i polityk, poseł na Sejm RP
  - Henryk Smolarz, polski inżynier rolnik, samorządowiec, polityk, poseł na Sejm RP
  - Michael Steinbach, niemiecki wioślarz
  - Hidehiko Yoshida, japoński judoka, zawodnik MMA
- 4 września:
  - Jan Białk, polski biegacz
  - Werner Schuster, austriacki skoczek narciarski, trener
  - Noah Taylor, australijski aktor filmowy
- 5 września: 
  - Jaume Collboni, hiszpański polityk, alkad Barcelony
  - Sebastian Edathy, niemiecki polityk pochodzenia indyjskiego
  - Patrice Guers, francuski basista, członek zespołu Rhapsody of Fire
  - Vera Jürgens, niemiecka szachistka pochodzenia bułgarskiego
  - Rúnar Kristinsson, islandzki piłkarz
  - Leonardo Nascimento de Araújo, brazylijski piłkarz
  - Grzegorz Skorupski, polski historyk
  - Tom Vaughan, brytyjski reżyser filmowy i telewizyjny
  - Piotr Wypych, polski fotograf
  - Dweezil Zappa, amerykański muzyk, kompozytor, wokalista
- 6 września:
  - Norio Omura, japoński piłkarz
  - Carsten Podlesch, niemiecki kolarz torowy i szosowy
- 7 września: 
  - Angie Everhart, amerykańska aktorka, modelka
  - Diane Farr, amerykańska aktorka, modelka, pisarka
  - Kiriłł Sieriebriennikow, rosyjski reżyser filmowy i teatralny
- 8 września:
  - Lars Bohinen, norweski piłkarz
  - Eusebio Di Francesco, włoski piłkarz, trener
  - Oswaldo Ibarra, ekwadorski piłkarz, bramkarz
- 9 września: 
  - Piotr Babinetz, polski histroryk, samorządowiec, poltyk, poseł na Sejm RP
  - Rachel Hunter, nowozelandzka modelka
- 10 września: 
  - Ai Jing, chińska piosenkarka
  - Václav Klaus (syn), czeski nauczyciel, polityk
  - Cristián Roncagliolo, chilijski duchowny katolicki, biskup pomocniczy Santiago de Chile
  - Johnathon Schaech, amerykański model, aktor, reżyser, scenarzysta i producent filmowy
- 11 września:
  - Martin Kotůlek, czeski piłkarz, trener
  - Leonardo Ramos, urugwajski piłkarz, trener
  - Jurij Sadowienko, rosyjski generał pułkownik, polityk
  - Ingo Züchner, niemiecki skoczek narciarski
- 12 września:
  - Ángel Cabrera, argentyński golfista
  - Thomas Endres, niemiecki florecista
  - Helene Hellmark Knutsson, szwedzka polityk
- 13 września:
  - Sandra Farmand, niemiecka snowboardzistka
  - Daniel Fonseca, urugwajski piłkarz
  - Lina Gálvez, hiszpańska historyk, polityk
  - Tyler Perry, amerykański aktor, reżyser i scenarzysta filmowy
- 14 września:
  - Francesco Antonioli, włoski piłkarz, bramkarz
  - Bong Joon-ho, południowokoreański reżyser i scenarzysta filmowy
  - Joris Brenninkmeijer, holenderski szachista
  - Dariusz Marzec, polski piłkarz, trener
  - Grigorij Serper, amerykański szachista pochodzenia uzbeckiego
  - Rusłan Szczerbakow, rosyjski szachista
  - Monika Vana, austriacka polityk
- 15 września:
  - Rewaz Arweladze, gruziński piłkarz, trener
  - Stefan Berger, niemiecki samorządowiec, polityk
  - Giuseppe D'Urso, włoski lekkoatleta, średniodystansowiec
  - Ahmad al-Dżarba, syryjski polityk
  - Mislav Kolakušić, chorwacki prawnik, polityk
  - Dan Lungu, rumuński pisarz, dziennikarz, polityk
  - Márcio Santos, brazylijski piłkarz
  - Roberto Solozábal, hiszpański piłkarz
  - Dariusz Śledź, polski żużlowiec
  - Bart Wuyts, belgijski tenisista
- 16 września:
  - Andy Borodow, kanadyjski zapaśnik
  - Hernán Cristante, argentyński piłkarz, bramkarz, trener
  - Elżbieta Frątczak, polska lekkoatletka, oszczepniczka
  - Witold Jabłoński, polski dziennikarz, samorządowiec, wicemarszałek województwa zachodniopomorskiego
  - Robert Miniak, polski prozaik, poeta
  - Roy Paci, włoski piosenkarz, muzyk
  - Zbigniew Wyciszkiewicz, polski piłkarz
  - Arno van Zwam, holenderski piłkarz, bramkarz
- 17 września:
  - Heiko Balz, niemiecki zapaśnik
  - Ken Doherty, irlandzki snookerzysta
  - Keith Flint, brytyjski muzyk, wokalista, członek zespołu The Prodigy (zm. 2019)
  - Matthew Settle, amerykański aktor
  - Christine Thorburn, amerykańska kolarka szosowa
  - Claudio Úbeda, argentyński piłkarz, trener
  - Doug Smith, amerykański koszykarz
- 18 września:
  - Juha Ahokas, fiński zapaśnik
  - Nezha Bidouane, marokańska lekkoatletka, płotkarka
  - Cappadonna, amerykański raper
  - Herbert Gager, austriacki piłkarz
  - Stéphane Lannoy, francuski sędzia piłkarski
  - Eve Stephenson, amerykańska kolarka szosowa
  - Bachwa Tiediejew, rosyjski piłkarz pochodzenia osetyjskiego
- 19 września:
  - Mariusz Błaszczak, polski polityk, poseł na Sejm RP, minister spraw wewnętrznych i administracji, minister obrony narodowej
  - Eppo Bruins, holenderski polityk i fizyk
  - Konstantin Cziu, rosyjsko-australijski bokser
  - Candy Dulfer, holenderska saksofonistka jazzowa
  - Tapio Wilska, fiński muzyk, wokalista, autor tekstów, członek zespołów: Finntroll, Sethian, Lyijykomppania, Soulgrind(inne języki) i Survivors Zero
  - Alicja Wosik, polska dziennikarka, filmowiec, działacz społeczny
- 20 września: 
  - Mina Anwar, brytyjska aktorka
  - Emiliano González, andorski piłkarz
  - Karri Hietamäki, fiński biegacz narciarski
  - Stefan Horngacher, austriacki skoczek narciarski, trener
  - Julio Mannino, meksykański aktor
  - Hubert Suda, maltański piłkarz
  - Richard Witschge, holenderski piłkarz
  - Magdalena Wójcik, polska aktorka
- 21 września:
  - Grzegorz Cinkowski, polski aktor
  - Robert Kasprzycki, polski bard, poeta, kompozytor
  - Radosław Michalski, polski piłkarz
- 22 września: 
  - Nicole Bradtke, australijska tenisistka
  - Christos Karkamanis, grecki piłkarz, bramkarz
  - Pawieł Kołobkow, rosyjski szablista
- 23 września:
  - Júlio Almeida, brazylijski strzelec sportowy
  - Ricardo Cortés Lastra, hiszpański polityk
  - Patrick Fiori, francuski piosenkarz, aktor musicalowy
  - Izabela Kowalewska, polska piłkarka ręczna, bramkarka
  - Gerhard Poschner, niemiecki piłkarz
  - Jan Suchopárek, czeski piłkarz
  - Peter Wibrån, szwedzki piłkarz
- 24 września:
  - Hussain Ghuloum Abbas, emiracki piłkarz
  - Hakkı Başar, turecki zapaśnik
  - Shawn Crahan, amerykański muzyk, wokalista, członek zespołów: Slipknot, To My Surprise(inne języki) i Dirty Little Rabbits(inne języki)
  - Tomasz Giedrojć, polski piłkarz
  - Kęstutis Kriščiūnas, litewski samorządowiec, polityk
  - Raluca Prună, rumuńska prawnik, politolog, polityk
  - Goya Toledo, hiszpańska aktorka
- 25 września:
  - Hal Sparks, amerykański aktor
  - Radostin Stojczew, bułgarski siatkarz
  - Ron Thal, amerykański gitarzysta, członek zespołu Guns N’ Roses
  - Catherine Zeta-Jones, walijska aktorka
- 26 września: 
  - Ericleia Bodziak, brazylijska siatkarka pochodzenia polskiego
  - Marit van Eupen, holenderska wioślarka
  - Magdalena Iljans, szwedzka narciarka dowolna
  - Joe Jacobi, amerykański kajakarz górski
  - David Slade, brytyjski reżyser filmowy
  - Holger Stanislawski, niemiecki piłkarz, trener
- 27 września:
  - Alona Babak, ukraińska polityk
  - Edgardo Franco, panamski wokalista reggae, aktor, producent muzyczny i filmowy
  - Vesa Hietalahti, fiński biathlonista
  - Walter Jeklin, słoweński koszykarz, działacz sportowy
  - Karapet Mikajelian, ormiański piłkarz
  - Sofia Milos, amerykańska aktorka pochodzenia grecko-włoskiego
  - Eduard Zankawiec, białoruski hokeista
- 28 września: 
  - Challen Cates, amerykańska aktorka, producentka filmowa
  - José Martín Cuevas Cobos, meksykański aktor, piosenkarz, kompozytor
  - Władimir Czuczełow, belgijski szachista, trener pochodzenia rosyjskiego
  - Katarzyna Krasowska, polska badmintonistka, trenerka
  - Anant Kumar, niemiecki pisarz pochodzenia indyjskiego
  - Petyr Wołgin, bułgarski dziennikarz, prezenter i polityk
- 29 września:
  - Rocco Benetton, włoski przedsiębiorca
  - Cho Youn-jeong, południowokoreańska łuczniczka
  - Erika Eleniak, amerykańska aktorka pochodzenia ukraińskiego
  - Tore Pedersen, norweski piłkarz
  - Barbara Towpik, polska lekkoatletka, biegaczka
  - Ivica Vastić, austriacki piłkarz, trener pochodzenia chorwackiego
  - Adałbert Zafirow, bułgarski piłkarz, trener
- 30 września: 
  - Andres Anvelt, estoński policjant, polityk
  - Silas Weir Mitchell, amerykański aktor
  - Younous Omarjee, reunioński i francuski polityk
  - Jakub Porada, polski dziennikarz, prezenter telewizyjny i radiowy
  - Sylvain Savoia, francuski autor komiksów
  - Krystyna Szymańska-Lara, polska koszykarka
  - Toshiko Takeya, japońska polityk
- 1 października:
  - Wiktor Antonow, kazachski piłkarz pochodzenia rosyjskiego
  - Jorge Aravena, peruwiańsko-wenezuelski aktor
  - Zach Galifianakis, amerykański aktor, komik, reżyser pochodzenia greckiego
  - Akiko Iijima, japońska zapaśniczka
  - Jimmy Panetta, amerykański polityk, kongresman
  - Marcus Stephen, naurański sztangista, działacz sportowy, polityk, prezydent Nauru
- 2 października: 
  - Dejan Govedarica, serbski piłkarz
  - Trine Skei Grande, norweska polityk
  - Aleksandra Justa, polska aktorka
  - Mikołaj (Timiadis), cypryjski biskup prawosławny
- 3 października: 
  - Janel Moloney, amerykańska aktorka
  - Francisco Neves Ferreira, brazylijski duchowny katolicki, biskup Tianguá
  - Tetsuya Ogawa, japoński basista, wokalista, autor tekstów, założyciel i lider zespołu L’Arc-en-Ciel
  - Massimiliano Papis, włoski kierowca wyścigowy
  - Gerhard Schebler, niemiecki szachista
  - Gwen Stefani, amerykańska wokalistka, członkini zespołu No Doubt
  - Magnus Svensson, szwedzki piłkarz
  - Alessandro Zampedri, włoski kierowca wyścigowy
- 4 października:
  - Alex Bapela, południowoafrykański piłkarz
  - Peter Bryan, brytyjski seryjny morderca, kanibal
- 5 października:
  - Salvatore Babones, amerykański socjolog, wykładowca akademicki
  - Wiktor Łeonenko, ukraiński piłkarz pochodzenia rosyjskiego
  - Igor Oprea, mołdawski piłkarz, trener
  - Rob Rooken, holenderski przedsiębiorca, polityk
  - Gabriel Vidal, hiszpański piłkarz
- 6 października: 
  - Byron Black, zimbabwejski tenisista
  - Hyun Jung-hwa, południowokoreańska tenisistka stołowa
  - Muhammad V Faris Petra, sułtan stanu Kelantan, król Malezji
  - Beata Mijakowska, polska siatkarka
- 7 października: 
  - Piotr Albiński, polski pływak
  - Robert Chrząszcz, polski duchowny katolicki, biskup pomocniczy krakowski
  - Grzegorz Daroń, polski muzyk, kompozytor
  - DJ Q-bert, amerykański didżej, kompozytor pochodzenia filipińskiego
  - Yoshihiro Natsuka, japoński piłkarz
  - Karen Nyberg, amerykańska inżynier, astronautka
  - Ard van der Steur, holenderski, prawnik, samorządowiec, polityk
- 8 października:
  - Ołeh Bereziuk, ukraiński psychiatra, polityk
  - Jeremy Davies, amerykański aktor
  - Dylan Neal, kanadyjski aktor, scenarzysta i producent telewizyjny
  - Roger Nilsen, norweski piłkarz
  - Iwelina Wasilewa, bułgarska działaczka samorządowa, polityk
- 9 października: 
  - Simon Fairweather, australijski łucznik
  - Dariusz Gęsior, polski piłkarz
  - PJ Harvey, brytyjska piosenkarka
  - Torsten May, niemiecki bokser
  - Steve McQueen, brytyjski reżyser i scenarzysta filmowy
  - Ogün Temizkanoğlu, turecki piłkarz
- 10 października:
  - Gérald Baticle, francuski piłkarz, trener
  - Manu Bennett, australijski aktor
  - Edgars Bondars, łotewski dyplomata
  - Francis Escudero, filipiński polityk
  - Brett Favre, amerykański futbolista
- 11 października: 
  - Karim Bakhti, algierski piłkarz
  - Martin Hašek, czeski piłkarz, trener
  - Konstantyn, holenderski książę
  - Grzegorz Lewandowski, polski reżyser i scenarzysta filmowy
  - Jacek Łągwa, polski muzyk, kompozytor, członek zespołu Ich Troje
  - Ferenc Orosz, węgierski piłkarz, trener
  - Stephen Moyer, brytyjski aktor, reżyser i producent teatralny, telewizyjny i filmowy
  - Tetiana Tereszczuk-Antipowa, ukraińska lekkoatletka, płotkarka
  - Damian Wilson, brytyjski wokalista, członek zespołów: Threshold, Maiden UniteD(inne języki), Star One, Headspace(inne języki) i Landmarq(inne języki)
- 12 października:
  - Željko Milinovič, słoweński piłkarz
  - Steven Savile, brytyjski pisarz science fiction i dark fantasy
  - Stéphane Travert, francuski samorządowiec, polityk
- 13 października:
  - Rhett Akins, amerykański wokalista i muzyk country, autor tekstów
  - Todd Babcock, amerykański aktor
  - Agnieszka Frączek, polska autorka książek dla dzieci
  - Piotr Kandyba, polski menedżer, samorządowiec, polityk, radny Sejmiku Województwa Mazowieckiego, poseł na Sejm RP
  - Nancy Kerrigan, amerykańska łyżwiarka figurowa
- 14 października: 
  - Karsten Baumann, niemiecki piłkarz, trener
  - P.J. Brown, amerykański koszykarz
  - Petra Henzi, szwajcarska kolarka górska
  - Wiktor Onopko, rosyjski piłkarz pochodzenia ukraińskiego
  - Renata Szynalska, polska polityk, posłanka na Sejm RP
- 15 października:
  - Vítor Baía, portugalski piłkarz, bramkarz
  - Dominic West, brytyjski aktor
- 16 października: 
  - Henrik Bertilsson, szwedzki piłkarz
  - Michael Larsen, duński piłkarz
  - Sabrina Simoni, włoska dyrygentka, pedagog
  - Maciej Wąsik, polski samorządowiec, polityk, poseł na Sejm RP, sekretarz stanu w Kancelarii Prezesa Rady Ministrów
- 17 października: 
  - Ernie Els, południowoafrykański golfista
  - Jesús Ángel García, hiszpański lekkoatleta, chodziarz
  - Małgorzata Łupina, polska operatorka, reżyserka filmów dokumentalnych
  - Kevin Alexander Stea, amerykański tancerz, choreograf, aktor, model pochodzenia walijsko-chińskiego
  - Nancy Sullivan, amerykańska aktorka, prezenterka, scenarzystka filmowa
- 18 października: 
  - Anthony Avent, amerykański koszykarz
  - Olegário Benquerença, portugalski sędzia piłkarski
  - Marco Hofschneider, niemiecki aktor
  - Sławomir Kiełbus, polski rysownik komiksów, ilustrator
  - Nelson Vivas, argentyński piłkarz
- 19 października:
  - Adelar Baruffi, brazylijski duchowny katolicki, biskup Cruz Alta
  - Pedro Castillo, peruwiański polityk, prezydent Peru
  - DJ Sammy, hiszpański didżej grający muzykę eurodance
  - Anna Galvin, australijska aktorka
  - Janusz Kulig, polski kierowca rajdowy (zm. 2004)
  - Trey Parker, amerykański autor filmów animowanych, aktor głosowy
  - Erwin Sánchez, boliwijski piłkarz, trener
  - Dieter Thoma, niemiecki skoczek narciarski
- 20 października: 
  - Juan González, portorykański baseballista
  - Driss Maazouzi, francuski lekkoatleta, średniodystansowiec pochodzenia marokańskiego
  - David Macaire, francuski duchowny katolicki, arcybiskup Fort-de-France
  - Helman Mkhalele, południowoafrykański piłkarz
  - Lambros Papakostas, grecki lekkoatleta, skoczek wzwyż
  - Guillermo Pérez Roldán, argentyński tenisista
- 21 października: 
  - Dariusz Adamczuk, polski piłkarz
  - Salman ibn Hamad ibn Isa Al Chalifa, bahrajński polityk, następca tronu, premier Bahrajnu
  - Denijal Hasanović, bośniacki reżyser filmowy
  - Jakob Kjeldbjerg, duński piłkarz
- 22 października: 
  - Dominic Black, amerykański zapaśnik
  - Julio Borges, wenezuelski polityk
  - Severo Caérmare, filipiński duchowny katolicki, biskup Dipolog
  - Owen Casey, irlandzki tenisista
  - Spike Jonze, amerykański reżyser i producent filmowy
  - Rafael Lewandowski, polski reżyser i scenarzysta filmowy
  - Helmut Lotti, belgijski piosenkarz, autor tekstów
  - Tomasz Preniasz-Struś, polski aktor
  - Eduardo Rojas Sepulveda, chilijski szachista
- 23 października:
  - Ricardo Cadena, meksykański piłkarz, trener
  - Trudi Canavan, australijska pisarka
  - Christian Schwarzer, niemiecki piłkarz ręczny
- 24 października:
  - Mari Cruz Díaz, hiszpańska lekkoatletka, chodziarka
  - Emma Donoghue, irlandzko-kanadyjska dramaturg, pisarka, scenarzystka, historyk literatury
  - Rafał Legień, polski siatkarz
  - Andrzej Maciejewski, polski samorządowiec, polityk, poseł na Sejm RP
  - Ołena Mazurenko, ukraińska piłkarka
  - Adela Noriega, meksykańska aktorka
- 25 października:
  - Josef Beránek, czeski hokeista
  - Małgorzata Niemczyk, polska siatkarka
  - Oleg Salenko, rosyjski piłkarz
  - Alex Webster, amerykański muzyk, kompozytor, wokalista, członek zespołu Cannibal Corpse
  - Iwona Zubel, polska siatkarka
- 26 października:
  - Kirsty Hawkshaw, brytyjska piosenkarka, autorka tekstów
  - Ilan Manor, izraelski szachista
  - Filip Memches, polski publicysta, dziennikarz, eseista
  - Aramajis Tonojan, ormiański piłkarz, trener
- 27 października:
  - Lykke Friis, duńska politolog, ekonomistka, wykładowczyni akademicka, polityk
  - Jean-Luc Garin, francuski duchowny katolicki, biskup Saint-Claude
  - Jacek Gollob, polski żużlowiec
  - Martin Kealoe, salomoński przedsiębiorca, polityk
  - Marek Napiórkowski, polski gitarzysta jazzowy, kompozytor
  - Peter O’Meara, irlandzki aktor
  - Channon Roe, amerykański aktor
  - Michael Tarnat, niemiecki piłkarz
- 28 października: 
  - Abdulrahman Al-Roomi, saudyjski piłkarz
  - Ibrahima Diomandé, iworyjski piłkarz
  - Ben Harper, amerykański muzyk, wokalista, kompozytor, producent muzyczny
  - Jerrod Mustaf, amerykański koszykarz (zm. 2024)
  - Czesław Owczarek, polski piłkarz, trener
- 29 października: 
  - Jorgos Donis, brytyjski piłkarz, trener
  - Roni Size, brytyjski didżej, producent muzyczny
- 30 października:
  - Rafał Betlejewski, polski performer, artysta parateatralny, copywriter
  - Gintaras Einikis, litewski koszykarz
  - Ilija Gruew, bułgarski piłkarz, trener
  - Ha Hee-ra, południowokoreańska aktorka
  - Pasquale Luiso, włoski piłkarz, trener
  - Iwona Radziszewska, polska aktorka, prezenterka telewizyjna
  - Snow, kanadyjski raper, aktor
  - Leonid Szaposznykow, ukraiński wioślarz
- 31 października:
  - Mitch Harris, amerykański gitarzysta, członek zespołu Napalm Death
  - Kim Rossi Stuart, włoski aktor, reżyser, scenarzysta i producent filmowy
- 1 listopada:
  - Abdullah Al-Dosari, saudyjski piłkarz
  - Gary Alexander, amerykański koszykarz
  - Dmitrij Kuzielew, rosyjski piłkarz ręczny
  - Óscar Ruiz, kolumbijski sędzia piłkarski
  - Basia Stępniak-Wilk, polska piosenkarka, kompozytorka, poetka
- 2 listopada: 
  - Reginald Arvizu, amerykański basista, członek zespołu L.A.P.D.
  - Jenny Gal, holenderska judoczka
  - Rodolfo Hernández, meksykański zapaśnik
  - Elizabeth Morales, wenezuelska aktorka
  - Jarasława Paułowicz, białoruska wioślarka
- 3 listopada: 
  - Saud Al-Otaibi, saudyjski piłkarz
  - Fabio Babini, włoski kierowca wyścigowy
  - Mattia Binotto, włoski inżynier, szef zespołu Scuderia Ferrari
  - Katarzyna Czochara, polska nauczycielka, działaczka samorządowa, polityk, poseł na Sejm RP
  - Christian Iloanusi, nigeryjski zapaśnik
  - Petteri Orpo, fiński polityk
  - Niels van Steenis, holenderski wioślarz
- 4 listopada:
  - Jan Apell, szwedzki tenisista
  - Diana Bianchedi, włoska florecistka, szpadzistka
  - Kathrin Boron, niemiecka wioślarka
  - Tony Burke, australijski polityk
  - Chun Byung-kwan, południowokoreański sztangista
  - Sean Combs, amerykański raper, aktor, producent muzyczny
  - Marcin Kubiak, polski lekarz, urzędnik państwowy, dyplomata
  - Thomas Luther, niemiecki szachista, trener
  - Matthew McConaughey, amerykański aktor, reżyser, scenarzysta i producent filmowy
- 5 listopada:
  - Meltem Cumbul, turecka aktorka
  - Mariusz Kieca, polski hokeista, bramkarz, trener
  - Ildikó Mádl, węgierska szachistka
  - Roxbert Martin, jamajski lekkoatleta, sprinter
  - Francisco Montana, amerykański tenisista
  - Tore Moren, norweski gitarzysta, kompozytor, producent muzyczny, członek zespołów Jørn i Arcturus
  - Stephanie Rehe, amerykańska tenisistka
- 6 listopada: 
  - Cory Bernardi, australijski wioślarz, polityk
  - Javier Bosma, hiszpański siatkarz plażowy
  - Fan Zhiyi, chiński piłkarz
  - Luo Jianming, chiński sztangista
  - Paweł Primel, polski piłkarz, bramkarz
  - Jacek Sasin, polski samorządowiec, polityk, poseł na Sejm RP, wicepremier
  - Colson Whitehead, amerykański pisarz, laureat Nagrody Pulitzera, National Book Award i Nagrody im. Arthura C. Clarke’a
- 7 listopada:
  - Michelle Clunie, amerykańska aktorka
  - Nandita Das, indyjska aktorka
  - Tanya Dubnicoff, kanadyjska kolarka torowa
  - Hélène Grimaud, francuska pianistka
  - Sean Wilson, angielski żużlowiec
- 8 listopada:
  - Giuliano Taviani, włoski kompozytor muzyki filmowej
  - Boris Terral, francuski aktor
- 9 listopada:
  - Sandra Denton(inne języki), amerykańska wokalistka, członkini zespołu Salt-N-Pepa
  - Ayşegül Günay, turecka aktorka
  - Anna Laszuk, polska dziennikarka radiowa, publicystka (zm. 2012)
- 10 listopada:
  - Faustino Asprilla, kolumbijski piłkarz
  - Jens Lehmann, niemiecki piłkarz, bramkarz
  - Michał Pol, polski dziennikarz sportowy
  - Ellen Pompeo, amerykańska aktorka
- 11 listopada:
  - Bismarck, brazylijski piłkarz
  - Richard Dormer, północnoirlandzki aktor i dramatopisarz
  - Katherine Horny, peruwiańska siatkarka
  - Gary Powell, amerykański perkusista, członek zespołów: The Libertines i Dirty Pretty Things
  - Rubén Ruiz Díaz, paragwajski piłkarz, bramkarz
  - Artur Warzocha, polski samorządowiec, polityk, senator RP
- 12 listopada: 
  - Tomas N’evergreen, duński piosenkarz
  - Anna Nowakowska, polska dyplomatka
  - David Rangel, meksykański piłkarz, trener
- 13 listopada:
  - Ayaan Hirsi Ali, holenderska polityk, publicystka pochodzenia somalijskiego
  - Eduardo Berizzo, argentyński piłkarz, trener
  - Gerard Butler, szkocki aktor, producent filmowy
  - Agnieszka Chacińska, polska biolog
  - Stephen Full, amerykański aktor, komik
  - Nico Motchebon, niemiecki pięcioboista nowoczesny, lekkoatleta, średniodystansowiec
- 14 listopada:
  - Daniel Abraham, amerykański pisarz science fiction i fantasy
  - Nikita (Ananjew), rosyjski biskup prawosławny
  - Greg Andrusak, kanadyjski hokeista
  - Mark Henderson, amerykański pływak
- 15 listopada:
  - Helen Kelesi, kanadyjska tenisistka
  - Natalia Valeeva, mołdawsko-włoska lekkoatletka
- 16 listopada: 
  - Mohamed Bradja, algierski piłkarz
  - Andrej Husau, białoruski hokeista, trener
  - Sylwia Pociecha, polska piłkarka ręczna
  - Janne Virtanen, fiński zapaśnik, strongman
- 17 listopada: 
  - Marzena Czarnecka, polska ekonomistka, prawniczka, nauczycielka akademicka, minister przemysłu RP
  - Sven Giegold, niemiecki ekolog, alterglobalista, polityk
  - Jean-Michel Saive, belgijski tenisista stołowy
  - Magdalena Śliwa, polska siatkarka
- 18 listopada: 
  - Sam Cassell, amerykański koszykarz
  - Ross Dolan, amerykański muzyk, wokalista, kompozytor, członek zespołu Immolation
  - Anna Patynek, polska perkusistka
  - Sioniusz (Radew), bułgarski biskup prawosławny
  - Kathleen Van Brempt, belgijska i flamandzka polityk
- 19 listopada:
  - Allison Balson, amerykańska aktorka, piosenkarka, kompozytorka
  - Jerzy Bielecki, polski samorządowiec, polityk, poseł na Sejm RP
  - Igor Pamić, chorwacki piłkarz
  - Ertuğrul Sağlam, turecki piłkarz, trener
  - Wiktor Skrypnyk, ukraiński piłkarz, trener
  - Richard Virenque, francuski kolarz szosowy
- 20 listopada:
  - Kristian Ghedina, włoski narciarz alpejski
  - Søren Pind, duński prawnik, polityk
  - Yasunori Sakurazawa, japoński perkusista, członek zespołów: Zigzo, L’Arc-en-Ciel i Sons of All Pussys
  - Wolfgang Stark, niemiecki sędzia piłkarski
  - Callie Thorne, amerykańska aktorka
- 21 listopada: 
  - Guido Acklin, szwajcarski bobsleista
  - Tibor Fogarasi, węgierski szachista
  - Ken Griffey Jr., amerykański baseballista
  - Joanna Lichocka, polska dziennikarka i prezenterka telewizyjna, publicystka, autorka filmów dokumentalnych, polityk, poseł na Sejm RP
  - Tomáš Podivínský, czeski polityk, dyplomata
  - Zoran Stefanović, serbski prozaik, dramaturg, scenarzysta, publicysta, krytyk literacki
- 22 listopada:
  - Marek Gos, polski polityk, poseł na Sejm RP
  - Byron Houston, amerykański koszykarz
  - Katrin Krabbe, niemiecka lekkoatletka, sprinterka
  - Gvidonas Markevičius, litewski koszykarz, trener
  - Tony Palermo, amerykański perkusista pochodzenia włoskiego, członek zespołów: Papa Roach, Pulley(inne języki) i Unwritten Law(inne języki)
  - Jiřina Pelcová, czeska biathlonistka
  - Eyk Pokorny, niemiecki kolarz torowy
  - Janusz Rewers, polski artysta kabaretowy
  - Marjane Satrapi, irańsko-francuska autorka komiksów i książek dla dzieci, reżyserka filmów animowanych
- 23 listopada: 
  - Olivier Beretta, monakijski kierowca wyścigowy
  - Byron Moreno, ekwadorski sędzia piłkarski
  - Muhammad Sulajman, katarski lekkoatleta, średnio- i długodystansowiec
  - Beatrice Utondu, nigeryjska lekkoatletka, skoczkini w dal i sprinterka
- 24 listopada: 
  - Mariusz Ambroziak, polski polityk, poseł na Sejm RP
  - Łukasz Czuj, polski reżyser teatralny, dramaturg
  - Jacinto Espinoza, ekwadorski piłkarz, bramkarz
  - Rob Nicholson, amerykański muzyk, kompozytor, basista
- 25 listopada: 
  - Wendy Izaguirre, wenezuelska zapaśniczka
  - Dexter Jackson, amerykański kulturysta
  - Anthony Peeler, amerykański koszykarz
  - Katarzyna Śmiechowicz, polska aktorka, modelka
- 26 listopada: 
  - Marek Bukowski, polski aktor
  - Joanna Jax, polska pisarka
  - Krunoslav Jurčić, chorwacki piłkarz, trener
  - Shawn Kemp, amerykański koszykarz
- 27 listopada:
  - Patrick Chila, francuski tenisista stołowy
  - Catalina Larranaga, amerykańska aktorka
  - Elizabeth Marvel, amerykańska aktorka
  - Doug Sharp, amerykański bobsleista
  - Mariusz Sordyl, polski siatkarz, trener
  - Steffen Wiesinger, niemiecki szablista
- 28 listopada:
  - Martin Cummins, kanadyjski aktor
  - Sonia O’Sullivan, irlandzka lekkoatletka, biegaczka długodystansowa
  - Justyna Sieńczyłło, polska aktorka
  - Trace Worthington, amerykański narciarz dowolny
- 29 listopada: 
  - Tomas Brolin, szwedzki piłkarz
  - Robert Ciba, polski bokser
  - Pierre van Hooijdonk, holenderski piłkarz
  - Tracy Joseph, brytyjska lekkoatletka, sprinterka i skoczni w dal
  - Kasey Keller, amerykański piłkarz, bramkarz
- 30 listopada:
  - Diao Yinan, chiński scenarzysta, reżyser filmowy i teatralny
  - Marc Goossens, belgijski kierowca wyścigowy
  - Trina Gulliver, angielska darterka
  - Stephen Mamza, nigeryjski duchowny katolicki, biskup Yola
  - Catherina McKiernan, irlandzka lekkoatletka, biegaczka długodystansowa
  - Marko Mihkelson, estoński dziennikarz, polityk
  - Jean-Martin Mouloungui, gaboński piłkarz
  - Paweł Możejko, polski fizyk
- 1 grudnia:
  - Richard Carrier, amerykański historyk, działacz ateistyczny, autor, mówca, bloger
  - Choi Chol-su, północnokoreański bokser
  - Mateo Garralda, hiszpański piłkarz ręczny
  - Piotr Krawczyk, polski generał brygady pilot
  - Siarhiej Rumas, białoruski polityk, premier Białorusi
  - Cornelius Schumacher, niemiecki programista komputerowy
  - Bimbo Tjihero, namibijski piłkarz
  - Paea Wolfgramm, tongijski bokser
- 2 grudnia
  - Eduardo Hurtado, ekwadorski piłkarz
  - Pavel Loskutov, estoński lekkoatleta, maratończyk
  - Adam Marszałkowski, polski perkusista, członek zespołów: Normalsi i Coma
  - Tanya Plibersek, australijska polityk pochodzenia słoweńskiego
  - Andrej Pryma, białoruski hokeista, trener
- 3 grudnia
  - Thomas Forstner, austriacki piosenkarz, autor tekstów
  - Radek Kobiałko, polski producent filmowy i muzyczny, reżyser i scenarzysta programów telewizyjnych
  - Magni Laksáfoss, farerski ekonomista, demograf, polityk
  - Bill Steer, brytyjski muzyk, wokalista, kompozytor, autor tekstów, członek zespołów: Carcass, Napalm Death, Firebird(inne języki), Gentlemans Pistols(inne języki) i Angel Witch
- 4 grudnia:
  - Harutiun Abrahamian, ormiański piłkarz, bramkarz
  - Jay-Z, amerykański raper, przedsiębiorca
  - Agnieszka Kozłowska-Rajewicz, polska biolog, polityk, działaczka samorządowa, poseł na Sejm RP, posłanka do Parlamentu Europejskiego
  - Plum Sykes, brytyjska pisarka, dziennikarka
  - Gregor Virant, słoweński polityk
- 5 grudnia
  - David Billabona, hiszpański piłkarz
  - Eric Etebari, irańsko-amerykański aktor, model, muzyk
  - Sajid Javid, brytyjski polityk pochodzenia pakistańskiego
  - Dean Računica, chorwacki piłkarz, trener
  - Ramón Ramírez, meksykański piłkarz
  - Lynne Ramsay, szkocka reżyserka, scenarzystka i producentka filmowa
  - Wojciech Skurkiewicz, polski dziennikarz, polityk, senator do Senatu RP i poseł na Sejm RP
  - Jennifer Laura Thompson, amerykańska aktorka
- 6 grudnia:
  - Kevin Birr, amerykański curler
  - Asier Garitano, hiszpański piłkarz, trener
  - Jörg Heinrich, niemiecki piłkarz
  - Kerstin Kielgaß, niemiecka pływaczka
  - Ildikó Mincza-Nébald, węgierska szpadzistka
  - Slaviša Stojanovič, słoweński piłkarz, trener
  - Konrad Szymański, polski prawnik, polityk, eurodeputowany
  - Rodrigo Vásquez Schröder, chilijski szachista
  - Jacek Woźniak, polski żużlowiec, trener
- 7 grudnia
  - Andrij Maksymenko, ukraiński szachista, trener
  - Antoni (Merdani), albański duchowny prawosławny, metropolita Elbasanu
  - Paolo Milanoli, włoski szpadzista
- 8 grudnia – Saffron Aldridge, brytyjska modelka, działaczka na rzecz obrony praw dziecka
- 9 grudnia
  - Jakob Dylan, amerykański wokalista, autor tekstów, członek zespołu The Wallflowers(inne języki)
  - Tommi Grönlund, fiński piłkarz
  - Horst Heldt, niemiecki piłkarz
  - Bixente Lizarazu, francuski piłkarz pochodzenia baskijskiego
  - Wiesław Nowosad, polski historyk, archiwista
  - Lázaro Reinoso, kubański zapaśnik
  - Allison Smith, amerykańska aktorka
  - Andrzej Solski, polski siatkarz
  - Sebastian Spence, kanadyjski aktor
- 10 grudnia
  - Paulo Alves, portugalski piłkarz
  - Hanna Bałabanowa, ukraińska kajakarka
  - Rob Blake, kanadyjski hokeista
  - Françoiz Breut, francuska piosenkarka, rysowniczka
  - Rune Høydahl, norweski kolarz górski i przełajowy
  - Benedikte Kiær, duńska działaczka samorządowa, polityk
  - Thomas Zwiefelhofer, liechtensteiński prawnik, polityk
- 11 grudnia
  - Viswanathan Anand, indyjski szachista
  - Peter Lines, angielski snookerzysta
  - Max Martini, amerykański aktor, reżyser, scenarzysta i producent filmowy pochodzenia włoskiego
  - Alessandro Melli, włoski piłkarz
  - Billal Zouani, algierski piłkarz
- 12 grudnia
  - Jordi Cañas, hiszpański i kataloński polityk
  - Siergiej Dworiankow, rosyjski trener i sędzia piłkarski
  - Torri Higginson, kanadyjska aktorka
  - Sophie Kinsella, brytyjska pisarka
  - Wilfred Kirochi, kenijski lekkoatleta, średniodystansowiec
  - Fiona May, brytyjsko-włoska lekkoatletka, skoczkini w dal
  - Christian Meyer, niemiecki kolarz szosowy
  - Peter Nyborg, szwedzki tenisista
  - Kris Wirtz, kanadyjski łyżwiarz figurowy
- 13 grudnia
  - Paul Attwood, brytyjski bobsleista
  - Andrea Benvenuti, włoski lekkoatleta, średniodystansowiec
  - Tony Curran, szkocki aktor
  - Siergiej Fiodorow, rosyjski hokeista
  - Mehmet Gürs, turecki szef kuchni
  - Petri Helin, fiński piłkarz
  - Fredrik Lööf, szwedzki żeglarz sportowy
  - Marcela Morelo, argentyńska piosenkarka
  - Jacky Peeters, belgijski piłkarz
- 14 grudnia
  - James Debbah, liberyjski piłkarz
  - Gerhard Gleirscher, austriacki saneczkarz
  - Natascha McElhone, brytyjska aktorka
  - Arthur Numan, holenderski piłkarz, trener
- 15 grudnia
  - Ian Gorst, polityk baliwatu Jersey, szef ministrów
  - Ralph Ineson, brytyjski aktor
  - Ulrich Köhler, niemiecki reżyser i scenarzysta filmowy
  - Ahmed Ouattara, iworyjski piłkarz
  - Marion Poschmann, niemiecka pisarka, poetka
  - Juha Riihijärvi, fiński hokeista, trener
- 16 grudnia
  - Michelle de Bruin, irlandzka pływaczka
  - Christina Cabot, amerykańska aktorka
  - Akaki Czaczua, gruziński zapaśnik
  - Szaron Haziz, izraelska piosenkarka, aktorka
  - Lei Jun, chiński przedsiębiorca
  - Sergi Pedrerol, hiszpański piłkarz wodny
  - Adam Riess, amerykański astrofizyk, laureat Nagrody Nobla
  - Bobby Southworth, amerykański zawodnik MMA
  - Kristel Werckx, belgijska kolarka torowa i szosowa
  - Jan Wróblewicz, polski gitarzysta, wokalista, kompozytor
- 17 grudnia:
  - Igor Corman, mołdawski historyk, polityk, dyplomata
  - Wolfram Grandezka, niemiecki aktor
  - Laurie Holden, amerykańska aktorka
  - Peter Karlsson, szwedzki żużlowiec
  - Chuck Liddell, amerykański zawodnik MMA
  - Inna Łasowska, rosyjska lekkoatletka, trójskoczkini
  - Rob Maas, holenderski piłkarz, trener
  - Robinah Nabbanja, ugandyjska polityk, premier Ugandy
  - María Quintanal, hiszpańska strzelczyni sportowa
  - Kiyoshi Tamura, japoński wrestler, zawodnik MMA
- 18 grudnia
  - Santiago Cañizares, hiszpański piłkarz, bramkarz
  - Akira Iida, japoński kierowca wyścigowy
  - Christophe Tinseau, francuski kierowca wyścigowy
- 19 grudnia:
  - Aaron Aedy, brytyjski gitarzysta, członek zespołu Paradise Lost
  - Michael Bates, amerykański lekkoatleta, sprinter, futbolista
  - Matthew Carrano, amerykański paleontolog
  - Jarosław Charłampowicz, polski samorządowiec, polityk, poseł na Sejm RP
  - Tom Gugliotta, amerykański koszykarz pochodzenia włoskiego
  - Richard Hammond, brytyjski dziennikarz, prezenter telewizyjny
  - David Hillier, angielski piłkarz, trener
  - Aziza Mustafa Zadeh, azerska pianistka i wokalistka jazzowa
  - Alex Pineda Chacón, honduraski piłkarz, trener
  - Kristy Swanson, amerykańska aktorka
- 20 grudnia:
  - Nicușor Dan, rumuński matematyk, polityk
  - Jacek Dembiński, polski piłkarz
  - Nigel Donohue, brytyjski judoka, zapaśnik
  - Claus Eftevaag, norweski piłkarz
  - Hege Kirsti Frøseth, norweska piłkarka ręczna
  - Thorsten Grasshoff, niemiecki aktor
  - Kenji Ogiwara, japoński kombinator norweski
  - Tsugiharu Ogiwara, japoński kombinator norweski
  - Zahra Ouaziz, marokańska lekkoatletka, biegaczka długodystansowa
  - Bobby Phills, amerykański koszykarz (zm. 2000)
  - Arlene Xavier, brazylijska siatkarka
  - Chisa Yokoyama, japońska aktorka głosowa, piosenkarka
- 21 grudnia
  - Julie Delpy, francuska aktorka, reżyserka i scenarzystka filmowa, kompozytorka
  - Eduard Gajfullin, rosyjski bokser
  - Jack Noseworthy, amerykański aktor
  - Magnus Samuelsson, szwedzki armwrestler, strongman
  - Mihails Zemļinskis, łotewski piłkarz, polityk
- 22 grudnia
  - Myriam Bédard, kanadyjska biathlonistka
  - Wilfrid Forgues, francuski kajakarz górski
  - Dagmar Hase, niemiecka pływaczka
  - Andreja Katič, słoweńska polityk
  - Scott McGrory, australijski kolarz torowy i szosowy
  - Mark Robins, angielski piłkarz
  - Schmaletz, polski muzyk, kompozytor
- 23 grudnia – Angelika Neuner, austriacka saneczkarka
- 24 grudnia
  - Milan Blagojevic, australijski piłkarz, trener pochodzenia serbskiego
  - Pernille Fischer Christensen, duńska reżyserka i scenarzystka filmowa
  - Adam Kowalewski, polski kontrabasista i basista jazzowy, kompozytor, pedagog
  - Ed Miliband, brytyjski polityk
  - Luis Musrri, chilijski piłkarz, trener
  - Oleg Skripoczka, rosyjski inżynier, kosmonauta
  - Gintaras Staučė, litewski piłkarz, bramkarz, trener
- 25 grudnia
  - Joanna Chmiel, polska lekkoatletka, biegaczka długodystansowa
  - Fred Børre Lundberg, norweski kombinator norweski
  - Aleksandr Masłow, rosyjski piłkarz, trener
  - Fred Onyancha, kenijski lekkoatleta, średniodystansowiec
  - Tomasz Stępień, polski duchowny katolicki, filozof, angelolog
- 26 grudnia
  - Luca Colombo, włoski kolarz szosowy
  - Artur Dębski, polski przedsiębiorca, polityk, poseł na Sejm RP
  - Thomas Linke, niemiecki piłkarz
  - Meredith Michaels-Beerbaum, niemiecka jeźdźczyni sportowa
  - Olga Sokołowa, rosyjska kolarka szosowa
  - Isaac Viciosa, hiszpański lekkoatleta, średniodystansowiec
- 27 grudnia
  - Jean-Christophe Boullion, francuski kierowca wyścigowy
  - Chyna, amerykańska wrestlerka, kulturystka (zm. 2016)
  - Linda Pétursdóttir, islandzka modelka, zdobywczyni tytułu Miss World
- 28 grudnia
  - Santo Loku Pio Doggale, południowosudański duchowny katolicki, biskup pomocniczy Dżuby
  - Juan Reynoso, peruwiański piłkarz, trener
  - Linus Torvalds, fiński informatyk
  - James Trapp, amerykański lekkoatleta, sprinter, futbolista
- 29 grudnia:
  - Tomasz Bednarek, polski aktor
  - Jennifer Ehle, amerykańska aktorka
  - Allan McNish, szkocki kierowca wyścigowy
  - Adam Perry, brytyjski perkusista, członek zespołów: A i Bloodhound Gang
  - Jason Perry, brytyjski gitarzysta, wokalista, autor tekstów, producent muzyczny, członek zespołu A
  - Tomasz Tułacz, polski piłkarz i trener piłkarski
  - Andrzej Walter, polski poeta, prozaik, publicysta, krytyk literacki, fotograf
  - Nelė Žilinskienė, litewska lekkoatletka, skoczkini wzwyż
- 30 grudnia:
  - Steve Edmondson, brytyjski basista, członek zespołu Paradise Lost
  - Dave England, amerykański aktor niezawodowy
  - Kersti Kaljulaid, estońska polityk, prezydent Estonii
  - Jay Kay, brytyjski muzyk, wokalista, kompozytor, członek zespołu Jamiroquai
  - Anthuan Maybank, amerykański lekkoatleta, sprinter
- 31 grudnia
  - Lahcen Abrami, marokański piłkarz
  - Janusz Kubicki, polski samorządowiec, prezydent Zielonej Góry
  - Javier Manjarín, hiszpański piłkarz
- brak daty dziennej:
  - Óscar Escamilla, kolumbijski dziennikarz i antropolog

## Nagrody Nobla
- z fizyki – Murray Gell-Mann
- z chemii – Derek Barton, Odd Hassel
- z medycyny – Max Delbrueck, Alfred Hershey, Salvador Luria
- z literatury – Samuel Beckett
- nagroda pokojowa – Międzynarodowa Organizacja Pracy
- z ekonomii (przyznana po raz pierwszy) – Ragnar Frisch, Jan Tinbergen

## Święta ruchome
- Tłusty czwartek: 13 lutego
- Ostatki: 18 lutego
- Popielec: 19 lutego
- Niedziela Palmowa: 30 marca
- Pamiątka śmierci Jezusa Chrystusa: 1 kwietnia
- Wielki Czwartek: 3 kwietnia
- Wielki Piątek: 4 kwietnia
- Wielka Sobota: 5 kwietnia
- Wielkanoc: 6 kwietnia
- Poniedziałek Wielkanocny: 7 kwietnia
- Wniebowstąpienie Pańskie: 15 maja
- Zesłanie Ducha Świętego: 25 maja
- Boże Ciało: 5 czerwca